# Américo Ghioldi
Américo Antonio Ghioldi (Buenos Aires, 1899 - ibidem, 1984) est un homme politique, journaliste, enseignant et essayiste argentin.
D’origine modeste, affilié de bonne heure au PS argentin, il gravit rapidement les échelons de la hiérarchie interne, jusqu’à prendre la direction de l’organe du parti, La Vanguardia, et à devenir en 1937 secrétaire général. Sous son magistère intellectuel, le PS infléchit sa ligne idéologique justienne traditionnelle (ouvriérisme, matérialisme historique, libre-échangisme, dessein révolutionnaire) pour adopter une doctrine sociale-démocrate, légaliste et politiquement libérale, où primaient désormais — au détriment des aspects socio-économiques — les considérations morales, les libertés constitutionnelles (formelles), le dépassement de l’antagonisme de classe, l’autonomie et la conscientisation des classes laborieuses, le rationalisme politique, et la lutte contre la tradition caudilliste argentine (avec Rosas comme figure emblématique) et contre l’« étatisme idolâtre ». Le maître-mot était la Liberté, concept ayant valeur opératoire en tant que « liberté créatrice », moteur de l’histoire argentine). Le PS renonçait ainsi à son identité de parti « de la classe ouvrière » au profit de l’étiquette de parti « des citoyens » ou du « peuple tout entier », et répudiait toute filiation doctrinale avec le marxisme.
C’est dans cet esprit, et sous l’effet de sa profession d’enseignant du secondaire, que Ghioldi, à l’instar de son modèle Sarmiento, mettait l’instruction populaire au premier rang de ses préoccupations, plus particulièrement l’initiation dès le jeune âge aux institutions démocratiques et à la doctrine de la liberté (« pédagogie de la liberté »), unique façon d’éradiquer les idées totalitaires, par l’évolution mentale et culturelle du peuple, et d’ouvrir la voie au progrès technique et économique du pays.
Âpre adversaire des différents régimes autoritaires, dont en particulier celui issu du coup d’État de 1943 (catalogué par lui comme une importation des fascismes italien et allemand), puis du péronisme à partir de 1946, qu’il rangeait sous l’étiquette de totalitaire et démagogique et dont la politique sociale (avantages matériels pour les travailleurs), non assortie d’émancipation civique, n’était à ses yeux qu’avilissement et tentative d’embrigadement. En dépit de virulentes campagnes de presse et malgré sa propre candidature, il ne put empêcher Perón de l’emporter haut la main aux présidentielles de 1946 et 1951. Aux persécutions personnelles et aux fermetures répétées de La Vanguardia vint s’ajouter une mesure de proscription à la suite de son implication en 1951 dans une tentative de coup d’État. Il se félicita en 1955 du putsch militaire qui renversa Perón et collabora avec le nouveau régime (notamment en siégeant dans la constituante), qu’il pressait de procéder à une dépéronisation radicale et qu’il ne cessera de louanger par la suite. Ces positionnements des ghioldistes (révisionnisme doctrinal, antipéronisme outrancier) allaient le mettre aux prises avec l’aile gauche du PS et déboucher en 1958 sur l’éclatement du parti en un PSD, sous la conduite notamment de Ghioldi et de Nicolás Repetto, et un PSA, avec Alfredo Palacios et Alicia Moreau comme figures de proue.
Sous les gouvernements (démocratiquement élus) de Frondizi et d’Illia, il remplit plusieurs mandats électifs et eut à cœur de défendre l’instruction publique laïque et obligatoire contre l’expansion, favorisée par les autorités, de l’enseignement privé confessionnel. Lors du troisième péronisme (1974-1976), il s’applaudit du coup d’État militaire de 1976, accepta un poste d’ambassadeur à Lisbonne et apporta son appui à l’opération militaire dans les Malouines. Il finit cependant par prendre ses distances et par exiger le retour à la démocratie, mais gardera néanmoins le stigmate de cette compromission, y compris après sa mort.
Auteur prolifique, Ghioldi a publié un grand nombre d’articles de presse, dont ses influents éditoriaux dans La Vanguardia, des essais politiques, des ouvrages sur l’éducation, et des biographies de figures politiques argentines, tant historiques (Sarmiento) que contemporaines.

## Biographie

### Origines familiales et formation
Américo Ghioldi vit le jour au sein d’une famille socialiste et avait pour père Manuel Ghioldi, immigrant italien, franc-maçon et garibaldien, et pour mère Luisa Luoni, uruguayenne, sœur de l’ébéniste Juan Ángel Luoni, d’idées socialistes, qui allait marquer de son empreinte la formation intellectuelle de ses trois neveux, c’est-à-dire, outre Américo, également ses deux frères, les futurs dirigeants communistes Rodolfo Ghioldi (1897-1985) et Orestes Ghioldi (1901-1982). C’est dans la maison maternelle à Buenos Aires que l’Association ouvrière de secours mutuel trouva refuge lors de la semaine tragique de mai 1910, après que le local socialiste historique, sis rue México, eut été pris d’assaut par des bandes armées.
Sorti en 1920 diplômé de l’École normale d’enseignants du secondaire (établissement public où se sont formés plusieurs membres des élites politiques, intellectuelles et professionnelles de Buenos Aires),, Américo Ghioldi s’engagea dans la lutte syndicale des enseignants en faveur des principes laïques de l’instruction publique, tels que consacrés par la loi 1420 relative à « l’Instruction commune, gratuite et obligatoire » de 1884. De conceptions positivistes, il rejoignit le Comité Positivista Argentino constitué autour du pédagogue José Alfredo Ferreira et collabora à la revue La Obra, consacrée à l’enseignement,.

### Parcours politique

#### Adhésion au PS et activité au journalLa Vanguardia

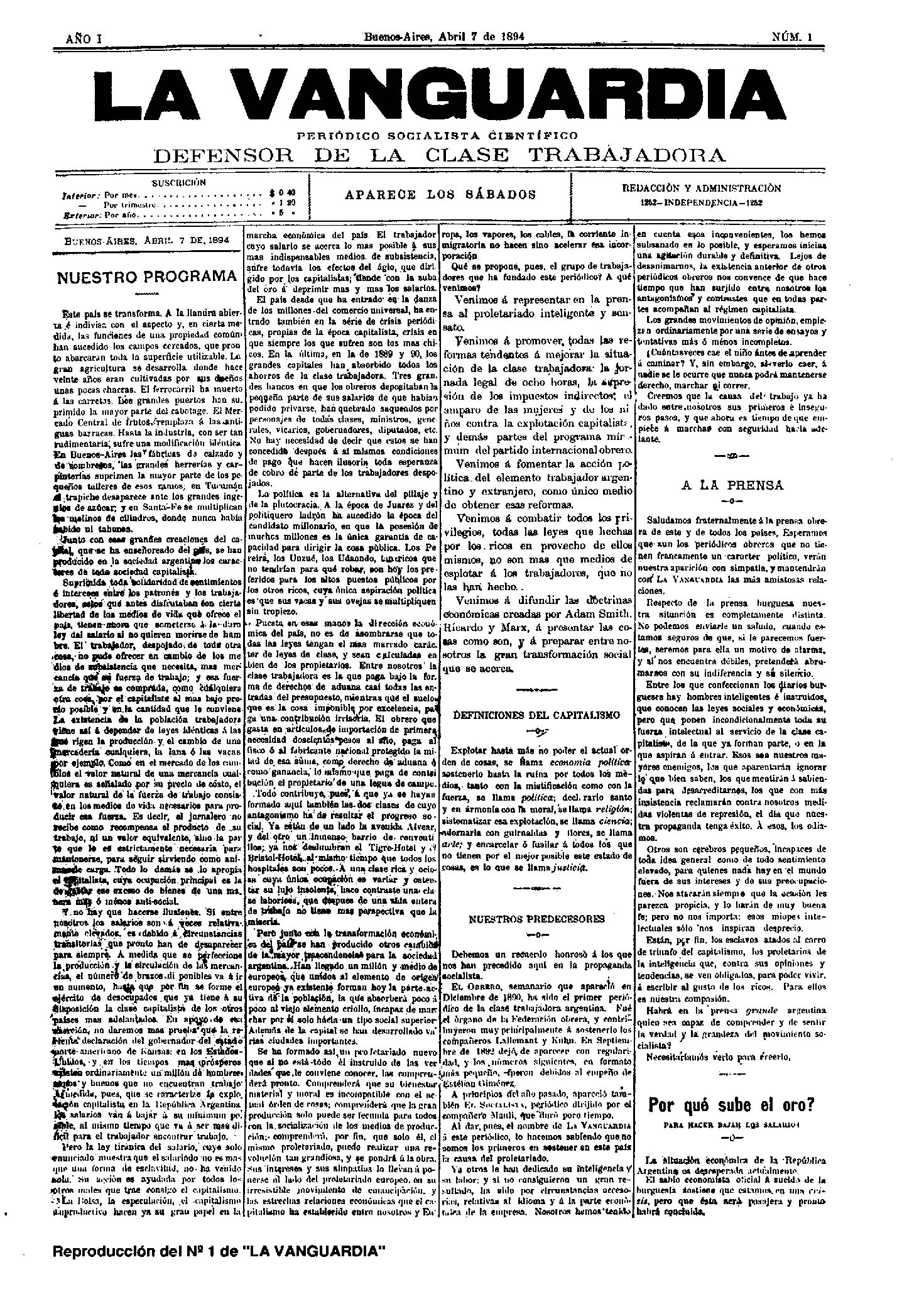
La une du premier numéro de La Vanguardia, 7 avril 1894.

En 1915, à l’âge de 16 ans seulement, Ghioldi adhéra au Parti socialiste (PS), où il sut très jeune se faire une notoriété d’orateur et de journaliste. D’origine modeste et dépourvu de titre universitaire, il faisait figure de véritable « intellectuel de parti », se formant au contact de quelques-uns des dirigeants les plus anciens du parti, en particulier Juan Bautista Justo, Enrique del Valle Iberlucea, Nicolás Repetto, Enrique Dickmann et Mario Bravo. Il eut tôt fait de s’intégrer dans les instances dirigeantes du PS et se vit confier en 1927, alors qu’il n’était âgé que de 28 ans, la direction de l’organe de presse du parti, le quotidien La Vanguardia, d’abord à tour de rôle, puis à partir de 1942 de façon continue, encore qu’en partie depuis l’Uruguay,. Vers 1945, après avoir été interdit plusieurs mois, le périodique reparut, mais sous forme d’hebdomadaire. Auparavant, de 1923 à 1929, Ghioldi avait aussi tenu les rênes du bimensuel Acción Socialista, dans sa dernière période de parution, où il eut déjà à affronter une faction interne, emmenée par Antonio de Tomaso, préfiguration du futur Parti socialiste indépendant (PSI), fondé en 1927 après sécession d’avec le PS.
La crise qui secoua le parti par suite de la Première Guerre mondiale et de l’éclatement de la révolution d’Octobre allaient mettre aux prises les trois frères Ghioldi, Rodolfo figurant à la fin de 1917 comme l’un des artisans de la rupture qui engendra le Parti socialiste international (PSI), prédécesseur du Parti communiste de l'Argentine, et Orestes faisant alliance avec son frère Rodolfo, tandis qu’Américo se joignait à Juan B. Justo, Nicolás Repetto et Antonio De Tomaso, unis dans une même vision socialiste démocratique, critique du bolchevisme, et favorable à la recomposition de la Deuxième Internationale.
En 1926, Ghioldi épousa l’institutrice et enseignante Delfina Varela Domínguez (1895-1985), auteure d’une dizaine d’ouvrages sur l’histoire de la pensée en Argentine et collaboratrice à la presse socialiste sous le pseudonyme de Melchora,.

#### Secrétaire général du PS et mandats électifs (années 1920 etDécennie infâme)
Ghioldi fut élu au conseil municipal de Buenos Aires en 1925 et en 1930, puis, pendant la Décennie infâme, député national aux élections de 1931, 1936 et 1940. Il prit part à ce titre aux débats sur des sujets sociaux ou liés à l’enseignement, et fut à l’origine des projets de loi suivants : portant réglementation des concessions territoriales accordées par le gouvernement fédéral ; tendant à la normalisation des établissements d’enseignement secondaire et spécial ; interdisant l’émission de billets et de lettres de trésorerie aux gouvernements provinciaux et à des particuliers ; définissant le régime légal des services d’électricité ; tendant à stimuler la production d’électricité ; mettant en place un régime légal pour les sociétés d’économie mixte ; instituant une Cour des comptes au sein de la municipalité de Buenos Aires ; donnant autorisant à cette dernière de s’associer à d’autres communes en vue d’administrer en commun les services publics, etc. En 1935, il fut l’animateur du mouvement par lequel la fraction socialiste déserta ses strapontins au Congrès en protestation contre l’adoption de la loi qui octroyait aux Britanniques la mainmise sur le système de transport de Buenos Aires.
Un an après avoir été nommé membre du Comité exécutif du PS en 1937, il en fut désigné secrétaire général et alla siéger dans sa Commission de presse. En juin 1940, il figura parmi les fondateurs de l’association transpartisane antifasciste Action argentine (Acción Argentina), où se retrouvaient des socialistes, des démocrates progressistes, des radicaux de la tendance alvéariste, et les fractions libérales de la Concordancia, et qui militait pour que l’Argentine renonce à sa politique de neutralité dans la Seconde Guerre mondiale. Ghioldi en fut désigné membre du Comité exécutif entre 1941 et 1942. En octobre 1941, alors secrétaire du groupe parlementaire socialiste, Ghioldi faisait partie d’une délégation argentine auprès de la Chambre des représentants des États-Unis.
Cependant, dès les années 1932-33 commença à se faire jour dans les rangs du PS une mouvance qui critiquait la passivité voire la complaisance du parti face à la rupture de l’ordre démocratique et à la détérioration des conditions de vie des travailleurs, jugeait inappropriée la tactique légaliste et réformiste mise en œuvre jusque-là, et faisait pression pour un changement de cap. Ainsi, entre 1932 et 1935, un courant de gauche fit-il son apparition, aux propositions proches de la Troisième Internationale, favorable à une réorientation révolutionnaire du PS et à un ancrage plus affirmé dans la classe ouvrière, en dotant à cet effet le parti d’une organisation interne « cellulaire et centralisée », apte à œuvrer efficacement, y compris dans l’illégalité. D’autre part, au cours de la décennie 1930, les dirigeants ouvriers tâchaient de compenser leur perte d’influence au sein de la structure du parti par une activité accrue dans le champ syndical, notamment en codirigeant la CGT nouvellement fondée.

#### Révolution de 1943
Au lendemain du coup d’État militaire du 4 juin 1943, les opposants au nouveau régime, au premier rang desquels les socialistes, allaient bientôt manifester leur méfiance, face à un gouvernement apparemment peu enclin à céder le pas rapidement et à rétablir les institutions républicaines. En particulier, le PS se préoccupait de voir de hautes fonctions détenues par des personnalités de coloration « rosiste et totalitaire ». Devant la dérive autoritaire du régime militaire et son positionnement « neutraliste » dans la guerre en cours, position interprétée comme sympathie envers la cause de l’Axe, le PS, de même que les autres partis démocratiques, se rangea résolument dans l’opposition. Un éventail de mesures, telle que l’interdiction des partis politiques, la mise sous tutelle des universités, etc. déterminaient un cadre politique apparenté à celui des régimes totalitaires européens. En septembre 1943, Ghioldi, évoquant dans un éditorial de La Vanguardia la situation à l’université de Tucumán, investie par les « nationalistes », fulminait :

« À Tucumán — à Tucumán, Seigneur ! la patrie d’Alberdi et d’Avellaneda — ont été envoyés des rosistes convaincus et assumés ; dans la province du Congrès historique, il y a des fonctionnaires qui parlent de la révolution de Mai comme l’œuvre de quelques rares afrancesados ! ; dans la province ayant accueilli des étrangers illustres — Amadeo Jacques, Paul Groussac, Pablo Mantegazza, Germán Burmeister — gouvernent des prédicateurs d’un nationalisme hostile […]. La structure foncière et de base de l’être argentin repousse tout ce qui s’offre à lui sous forme d’autoritarisme, de persécution, d’atteinte à la liberté et de formes totalitaires, car en essence et fondamentalement, la racine romantique de l’Argentin comporte le sentiment incoercible de la liberté autant que l’expansive liberté du sentiment. »

— Américo Ghioldi dans La Vanguardia du 23 septembre 1943.

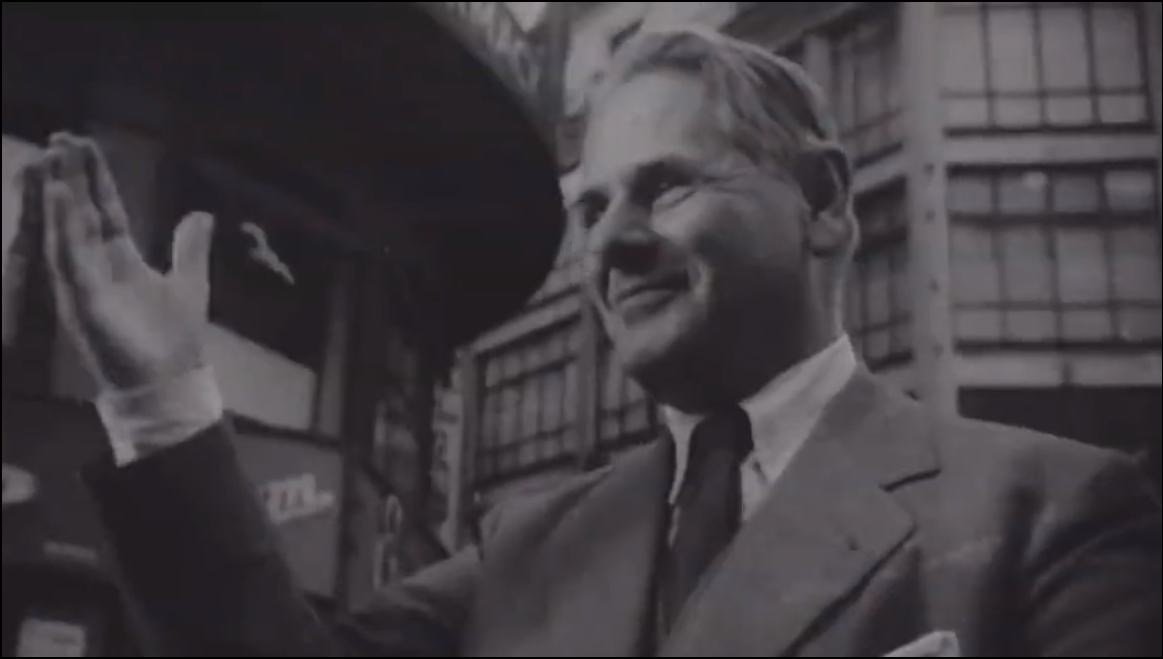
Américo Ghioldi en 1944.

Si les éditoriaux de Ghioldi publiés dans La Vanguardia entre juin 1943 et juillet 1945 ne peuvent certes être considérés comme reflétant l’opinion unanime des socialistes argentins, Ghioldi était déjà en ces années-là l’une des figures les plus influentes au PS et ses éditoriaux tracent assez précisément la ligne politique suivie par le parti, d’autant qu’ils n’étaient pas signés et qu’ils pouvaient par conséquent être attribués au PS comme tel.
Les critiques acerbes de La Vanguardia contre le gouvernement dit « révolutionnaire » allaient entraîner des fermetures répétées du journal, les deux premières, en juillet et août 1943, pour une durée de cinq jours, les deux suivantes, en septembre et octobre, pour une durée de quinze jours, avant qu’en avril 1944, le journal ne soit finalement fermé « pour une durée indéterminée ». Bien que le gouvernement ait révoqué cette mesure fin août de la même année, La Vanguardia ne parut à nouveau qu’au début de 1945, cette fois comme hebdomadaire. À plusieurs reprises, ces campagnes de presse conduisirent Ghioldi en prison, avant qu’il ne se voie finalement imposer une mesure de bannissement en mai 1945 ; cependant, alors qu’il s’apprêtait à prendre le chemin de l’exil à destination du Chili le 7 juin, un décret fut promulgué abrogeant la sanction prononcée contre des journalistes.
Lorsque Juan Perón, en sa qualité de chef du secrétariat au Travail et à la Prévoyance, commença à déployer sa politique sociale, et ce dès avant qu’il n’eût obtenu l’adhésion des travailleurs, l’opposition taxa cet interventionnisme d’État de versant « démagogique » d’un projet de nature « corporatiste et fasciste », et s’activa à partir de 1945 à constituer un « front démocratique », sous la dénomination d’Union démocratique (UD), apte à affronter Perón électoralement, et dont Ghioldi fut un membre actif entre le milieu de 1945 et février 1946 et l’un de ses chefs de file, mais dont les pronostics furent déjoués par le résultat du scrutin de février 1946, qui vit la victoire de Perón. Ghioldi lui-même s’était porté candidat pour une place de député national en représentation de Capital Federal sous l’étiquette du PS, mais échoua à se faire élire au Congrès.
Pour expliquer l’appui populaire à Perón, tel qu’il fut mis en évidence notamment par le rassemblement du 17 octobre 1945, Ghioldi se référa à l’histoire de l'Argentine, où il identifia la haine (loi de la haine) comme une force agissante, qu’il estimait être alors en regain ; cependant, il pensait qu’en contrepartie existait une autre force, celle du « développement naturel de la vie », qui contrebattait la haine, rendant ainsi possible le progrès qu’avait connu le pays à partir du milieu du XIXe siècle. Selon Ghioldi, la situation dramatique du pays n’avait pas surgi de la société argentine, mais était imputable au gouvernement putschiste, qui s’appliquait à « attiser les passions dans l’intention criminelle d’extorsionner le pays », et le climat de haine ne résulterait pas d’une « réactivation de vieilles dispositions innées pour la haine et la violence », mais en premier lieu de l’œuvre persistante de la cinquième colonne fasciste qui, vaincue partout dans le monde, tentait de s’implanter en Argentine. Pour Ghioldi, le mode de direction politique de Perón se caractérisait par un mélange de formes et de modèles étrangers et par une réédition des « vices et des façons d’être criollos », débouchant sur un amalgame de tradition nationale et de forces internationales, alliage appelé par Ghioldi « rosi-totalitarisme ».

#### Élections de février 1946
Avec la capitulation allemande de mai 1945, les dirigeants du PS se sentaient désormais autorisés à laisser libre carrière à leur vieille méfiance vis-à-vis des communistes. Dans les dernières décennies, jugeait Ghioldi, la société argentine ne serait pas parvenue à bien s’imprégner du sens de la Constitution, des possibilités de la démocratie et d’une vision socialiste de la vie publique, mais aurait été régie « par des mots d’ordre anti-impérialistes, par le corporatisme, par les coups d’État, par les totalitarismes de gauche et de droite, par les nationalismes d’empreinte étrangère ». La pensée en vogue dans les années 1930 s’était réduite à celle de « la conquête du pouvoir »,.

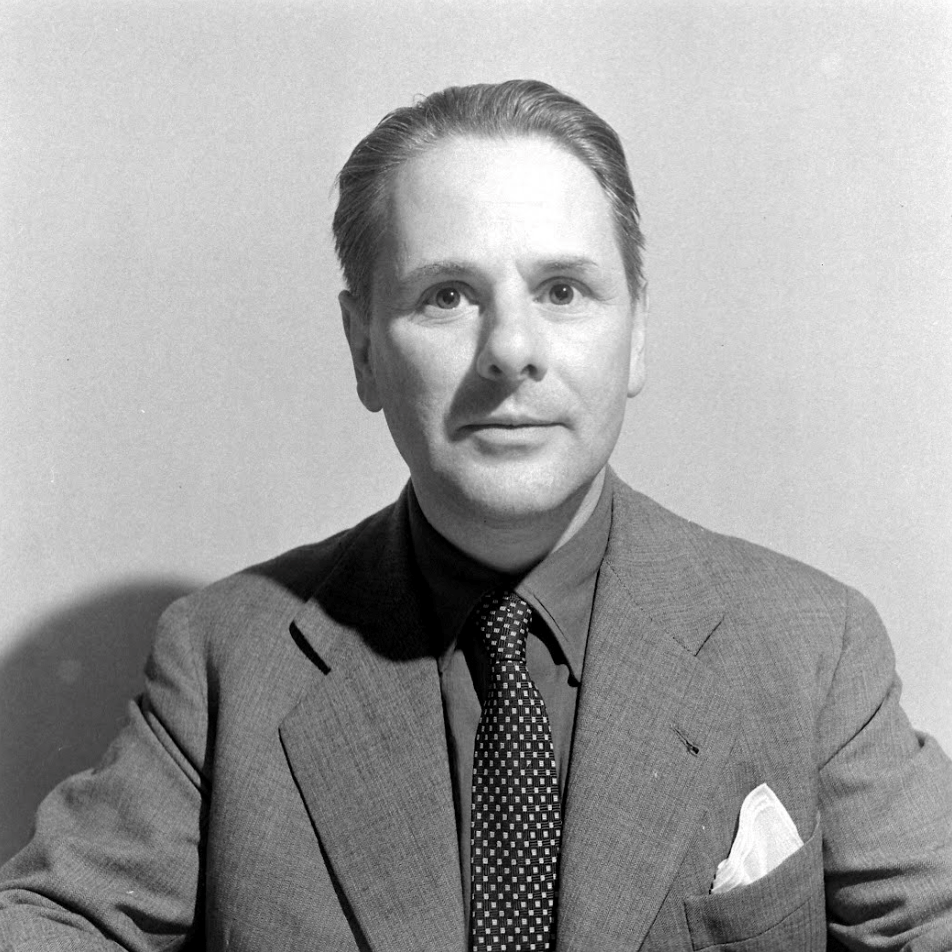
Américo Ghioldi en 1946.

Se penchant sur la défaite de l’Union démocratique (UD), dont le PS était partie prenante, à l’élection présidentielle de février 1946, et sur la concomitante victoire de Juan Perón, Ghioldi expliquait que l’Argentine traversait une « vague de mythe irrationnel », réplique du séisme européen, arrivé en Argentine avec un décalage. Il arguait que si le discours social de la « dictature philototalitaire » avait porté ses fruits, c’était parce que « la masse laborieuse était en état de réceptivité » en raison des conditions de vie et de travail du peuple. Le discours socialiste, quoique s’étendant sur des décennies, n’avait été entendu qu’à moitié et à contretemps, en raison de quoi c’est « la dictature » qui avait réalisé une partie de l’œuvre sociale dictée par les besoins populaires,,.
Les communistes pour leur part tenaient pour responsable de la défaite l’insistance excessive du PS sur la lutte antifasciste, au détriment de la lutte contre l’oligarchie et contre l’impérialisme et de l’obtention d’améliorations immédiates par les travailleurs, ce qui avait ouvert la voie à Perón. Les socialistes, en revanche, réaffirmaient la priorité à donner à la « lutte démocratique », tout en dénonçant le virage que commençait à esquisser le PC argentin en direction du mouvement péroniste victorieux. Le stalinisme fut placé par le PS sur la liste des régimes totalitaires et une analogie fut établie entre péronisme et régime soviétique. Ghioldi écrivait à cette époque qu’il était « de plus en plus impératif pour le peuple que la vie nationale soit imprégnée de l’idéal du travail, qui est la somme de la politique concrète, de l’orientation pédagogique et de la morale humaine »,,.
Le PS prédisait que, de même que l’université serait livrée aux « nationalistes et cléricaux », l’économie tomberait aux mains du « secteur oligarchique » des industriels, qui exploiterait le contrôle des changes à leurs propres fins sectorielles et politiques. Ghioldi argumentait que la politique de « vie chère et de papier monnaie bon marché » serait dommageable aux travailleurs et serait à l’origine des contrecoups qu’auraient à subir les « travaillistes » ayant apporté leur appui au gouvernement militaire de 1943,.
Le jour de l’investiture de Perón, La Vanguardia publiait un « numéro extraordinaire », où le bilan était dressé des trois années de « gouvernement révolutionnaire » (1943-1946) et où étaient explorées les perspectives d’avenir pour le nouveau pouvoir. Dans son éditorial, Ghioldi soutenait avec confiance, sur un ton pédagogique non exempt d’élitisme, que l’ampleur de l’appui populaire conquis par le régime en place importait moins que sa propre assurance d’être dans le vrai et d’être engagé dans l’authentique courant de progrès :

« Nous vaincrons le cycle de la réaction rosi-autoritaire à force de pensée libre et d’aptitude technique, économique et politique à assumer la responsabilité de la chose publique. Diffusons la façon de sentir, de penser et d’œuvrer du Socialisme argentin […]. En vue de cette tâche ainsi que pour concevoir la grande réforme nationale sur des bases sociales, il y a lieu d’entreprendre la grande réforme mentale du peuple. »

— Américo Ghioldi dans La Vanguardia du 4 juin 1946.
Dans cette perspective, Ghioldi se plaisait à comparer le péronisme non seulement au fascisme et au nazisme, mais aussi au stalinisme, désormais catalogué lui aussi comme « totalitaire », ce qui n’avait pas été le cas jusqu’en 1945, aussi longtemps que socialistes et communistes s’étaient trouvés alliés dans la coalition de l’UD.

#### Sous le péronisme (1946-1955)
Qualifiant le péronisme de forme vernaculaire de fascisme, Ghioldi en fut d’emblée un adversaire actif, ce qui allait lui valoir d’être persécuté par le gouvernement national. Après l’interdiction de La Vanguardia à la fin de 1946, il lança et dirigea lui-même le journal El Socialista, qui parut de 1947 jusqu’à ce qu’il fût interdit à son tour en 1949. Lui succéda Nuevas Bases, publié entre 1950 et 1955.
La plupart des groupes et mouvances qui se côtoyaient dans le PS se retrouvaient, en dépit de leurs divergences, dans un commun antipéronisme et serraient les rangs autour du groupe dirigeant le plus traditionnel qui pilotait le PS depuis des décennies et dont Ghioldi était la figure de proue. Tous ne voulaient voir dans l’« ouvriérisme » de Perón qu’une tentative d’enrégimenter les classes populaires pour les soumettre à un gouvernement « totalitaire » et « fasciste ». Ce positionnement s’accompagnait d’efforts pour préserver une certaine orthodoxie doctrinale et proscrire les courants qui sur l’aile gauche du parti plaidaient pour une rénovation. Ladite orthodoxie, qui s’était plus particulièrement développée au lendemain de la mort de Justo, tendait à doter le PS d’un profil libéral-démocratique et à l’amener à délaisser peu à peu la « question ouvrière » et à reléguer à l’arrière-plan une série de personnalités éminentes, telles que Alfredo Palacios, Carlos Sánchez Viamonte et Alicia Moreau de Justo. Au sein du parti, il n’y avait pas en effet d’adhésion unanime à la façon dont Ghioldi avait coutume de définir le socialisme et ses missions, et quelques dirigeants, sans renoncer à leur antipéronisme, avaient adopté des positions s’écartant de la ligne « officielle » (désignée par le terme ghioldisme), qu’ils estimaient être trop proche de celle des partis « purement libéraux ». Parmi eux se trouvaient des personnes souhaitant que la caractérisation du gouvernement de Perón soit révisée et que le PS appuie quelques-unes des mesures décidées par Perón dans le domaine social. Le congrès du PS de 1950 avalisa pourtant le point de vue de Ghioldi, qui préconisait de concentrer toute l’activité du parti sur l’objectif de renverser Perón, attendu que rien ne pourrait s’accomplir politiquement tant que durerait la « dictature » péroniste.
Ainsi p. ex., dans un article paru en 1951, le militant PS et historien José Luis Romero livrait une appréciation du phénomène péroniste fort éloignée de l’interprétation de Ghioldi. Se refusant à réduire le péronisme à une simple manipulation des masses, Romero établissait un lien de cause à effet entre son avènement et les bouleversements économiques et sociaux de l’après-guerre, mettant en évidence en particulier l’« incontestable relèvement » qu’avaient connu les conditions de vie des travailleurs au cours des cinq années de gouvernement péroniste, et surtout le niveau irréversible d’organisation et de politisation atteint par les classes laborieuses.
Le groupe rénovateur du PS, pour l’heure encore peu organisé, demandait que le parti revienne à se centrer sur les revendications économico-sociales de la classe ouvrière et aux objectifs « propres au socialisme », c’est-à-dire ceux visant à dépasser le capitalisme, au rebours de la conception ghioldiste qui voyait le PS non comme un « parti de classe », mais comme un « parti de citoyens ». Quoique minoritaires dans le Comité exécutif national (CEN), les rénovateurs avaient un important crédit auprès des groupements de jeunesse et des universitaires.
En 1951, Ghioldi faisait partie, aux côtés de personnalités politiques telles que l’unioniste Miguel Ángel Zavala Ortiz et le conservateur Adolfo Vicchi, d’un groupe préconisant la mise en place d’un gouvernement « civico-militaire », auquel participeraient l’armée de terre, la marine et l’aviation. Après que Ghioldi eut manifesté son soutien civil au coup d’État avorté du 28 septembre 1951, emmené par le général Benjamín Menéndez et visant à renverser le gouvernement péroniste, celui-ci ordonna que Ghioldi soit capturé. Cependant, Ghioldi réussit à s’échapper par le toit de la Maison du Peuple socialiste et à rejoindre, au départ de Punta Lara, dans la province Buenos Aires, et avec l’aide d’un pilote de chaloupe, le rivage opposé du Río de la Plata, près de Colonia del Sacramento, en Uruguay, pays qui lui offrit ensuite l’asile politique (c’est alors Nicolás Repetto qui assuma la direction de Nuevas Bases). Ayant pris ses quartiers à Montevideo, Ghioldi dirigea à partir de cette ville de 1953 à 1955 une édition de La Vanguardia diffusée clandestinement en Argentine dans les plis de l’hebdomadaire El Sol, organe du Parti socialiste d'Uruguay (PSU),.
À l’élection présidentielle de novembre 1951, où Perón remporta une éclatante victoire, le PS, avec son binôme Palacios/Ghioldi, n’obtint qu’un maigre 0,73 % des suffrages (c’est-à-dire un score en dessous même de celui du PC), pendant qu’en son sein se faisaient jour de graves déchirements internes,.
En mars 1953, un groupe nombreux d’affiliés adressa aux instances dirigeantes du PS une note affirmant que le parti devait s’atteler, au titre de sa mission principale, à « pénétrer » à nouveau le monde des travailleurs. À cette fin, il était proposé non seulement d’adopter un programme « authentiquement socialiste », mais encore de modifier la structure et le style du parti de façon que l’action politique et syndicale « se rejoignent » à nouveau, à la manière d’un parti travailliste. Si le « régime actuel » doit certes être combattu comme « modalité institutionnelle du capitalisme », la liberté et la démocratie à rechercher sont celles qui se traduisent « du plan politique vers le plan économique et social ».
En avril 1953, un attentat sur la place de Mai à Buenos Aires fut suivi de l’incendie de la Maison du peuple (socialiste) et de l’arrestation d’un grand nombre de dirigeants de l’opposition, dont La Vanguardia publia la liste, en spécifiant qu’il s’agissait de « civils et de militaires, d’hommes et de femmes, d’intellectuels et d’ouvriers, de personnalités politiques et d’étudiants [...], tous emprisonnés à cause de l’unique chose et pour l’unique chose de l’heure présente : renverser le tyran ».

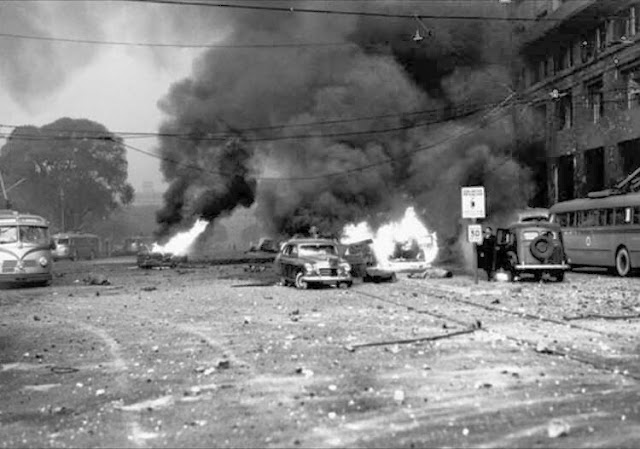
Le bombardement de la place de Mai par des militaires antipéronistes en juin 1955 visait le président Perón, mais causa la mort de plus de 350 personnes. Ghioldi approuva ouvertement cette action.

Dans la perspective du scrutin d’avril 1954, destiné à élire un vice-président et des députés fédéraux, le PS, considérant cette élection comme une « farce », décida de retirer ses candidats et d’appeler au vote blanc, et disait se désoler de ce que les partis d’opposition ayant choisi de participer au scrutin n’aient pas saisi qu’il importait de retirer l’initiative politique au pouvoir en place. Après la victoire péroniste, Ghioldi mit en question le bien-fondé de se soumettre à des élections « invariablement frauduleuses », en précisant qu’il existait deux sortes de fraude, celle commise le jour même du scrutin et

« la fraude commise antérieurement au scrutin, par la suppression de la liberté de la presse et radiophonique pour l’opposition [...], avec tous les privilèges en faveur du gouvernement, lequel en plus dispose des deniers de la nation et [...] des ressources techniques qui organisent la massification psychologique du peuple sans défense. »

— Américo Ghioldi, dans La Vanguardia du 19 mai 1954.
Dans ces circonstances, participer aux élections n’était que duperie et servait à masquer que « la voie du scrutin était fermée et qu’aussi longtemps qu’il y aura tyrannie totalitaire elle restera fermée », Ghioldi exprimant par là implicitement l’idée que si la voie électorale ne permettait pas de renverser la tyrannie, il importait d’explorer d’autres voies.
Entre-temps aussi, le gouvernement péroniste travaillait sans relâche à corroder plus avant le PS, et cette même année 1953, un groupe de personnalités du parti, parmi lesquels le dirigeant « historique » Enrique Dickmann, fit sécession pour former l’éphémère Parti socialiste de la révolution nationale (PSRN), de tendance pro-péroniste.
Le 16 juin 1955, dans le but d’assassiner le président constitutionnel Juan Perón, des avions aux mains de militaires rebelles entreprirent de bombarder et de mitrailler la place de Mai, causant la mort de plus de 350 personnes et en blessant plus de 700. Ghioldi publia dans La Vanguardia un éditorial consacré, en guise d’hommage, à cette attaque, et où se trouvait reproduite en facsimilé celui paru à Montevideo le 22 juin 1955, dans lequel Américo Ghioldi en personne exaltait l’attentat,.

#### Coup d’État contre Perón de septembre 1955

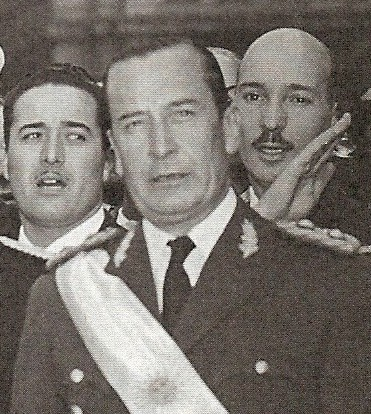
Le général Pedro Aramburu, chef du gouvernement militaire provisoire issu du coup d’État de septembre 1955 contre Perón. Ghioldi se fera durablement l’avocat de ce coup de force.

Beaucoup de socialistes approuvèrent le coup d’État de septembre 1955 (appelé Révolution libératrice par ses artisans) contre Perón, ainsi que la subséquente proscription de celui-ci, et acceptèrent par la suite d’occuper de hautes fonctions dans la nouvelle administration,. Sous le titre jubilatoire de « Le Grand Peuple argentin a mis fin au péronat », Ghioldi se félicitait dans son édito de La Vanguardia du 22 septembre 1955 que le péronisme ait été vaincu par « la résistance argentine de dix années et par la décision valeureuse de la marine et d’une partie de l’armée de terre et de l’aviation », et se plaisait à appuyer sur la nature selon lui populaire de la résistance antipéroniste, faisant état de ce que le mouvement révolutionnaire s’était déployé dans les lieux les plus divers du pays et avait pu compter sur la nombreuse collaboration de civils ; suivait une longue reconstitution des événements ayant débouché sur la chute de Perón, ainsi qu’une évaluation de la situation où se trouvait l’Argentine, « économiquement appauvrie, socialement déconcertée et politiquement subjuguée ». En dépit de sa confiance dans le peuple argentin, il soulignait que la tâche de reconstruction du système politique et de l’économie allait être longue et ardue, ajoutant qu’il sera nécessaire de « reconstruire aussi un peuple, qui sous l’effort de toutes les techniques totalitaires a été réduit à la catégorie d’une masse amorphe manipulable par le seul actionnement du ressort des émotions et par l’action sur les facteurs irrationnels de la personne humaine »,.
Un mois plus tard, le 20 octobre 1955, toujours dans les colonnes de La Vanguardia, Ghioldi se faisait derechef l’avocat du coup d’État :

« Nous nous trouvons devant une révolution propre, sans interventions susceptibles de blesser la sensibilité nationale, sans contacts subreptices avec les milieux d’affaires internationaux, sans possibilité que quiconque, qu’il soit ou non du même acabit que le tyran qui a fui, puisse appliquer les poncifs éculés de « vendus à l’or étranger », d’« agents de l’impérialisme », si souvent utilisés par le terrorisme totalitaire de l’une et l’autre couleur pour instiller la peur aux démocrates. La révolution a été argentine par sa longue durée, par la conscience qui l’a préparée, par les cœurs qui l’ont exécutée, et par le sens démocratique de sa proclamation. [...] Sa signification historique profonde réside en ce que c’est une révolution libératrice qui a séparé la tête malade d’avec le corps sain de la nation, et laisse la voie libre aux multiples énergies créatrices des hommes, des partis, des églises, des écoles, afin que par un concours coopératif des efforts ils sauvent l’Argentine de la misère, augmentent la richesse, distribuent mieux le revenu national, renforcent la démocratie, donnent sens et contenu social à la liberté de l’homme, source d’éternelle jouvence. [...] La révolution est, de prime abord, un fait historique d’importance énorme. Le gouvernement surgi d’elle se déploie au-dedans de l’ordre commun propre aux hommes qui ne cherchent pas à opprimer, à leurrer ou à attaquer. La nouvelle ère est un front de démarcation. Nous devons bannir le passé tyrannique et dans le même temps construire la démocratie future. Le devoir est donc double, enterrer et planter. Tous nous devons enterrer le passé. La révolution doit atteindre tous les milieux, organismes, institutions, lois et réglementations. Tous, nous devons planter. La démocratie devra croître. Il faut préparer le terrain, sélectionner la semence et arroser. »

— Américo Ghioldi

#### Révolution libératriceet tensions accrues au sein du PS
En octobre 1955, Ghioldi revint en Argentine et alla, au nom du PS, faire partie du Comité consultatif national (Junta Consultiva Nacional) convoqué par le gouvernement issu du coup d’État de septembre,. En 1957, il siégea également au nom de Capital Federal à l’assemblée constituante réunie à Santa Fe et chargée d’élaborer et de mettre en œuvre la réforme constitutionnelle de 1957. Repetto et Ghioldi félicitaient le gouvernement d’avoir convoqué la Constituante et pour son engagement en faveur de la « démocratisation » du pays, tandis que Palacios en particulier adressait, sans attaquer expressément la Révolution libératrice (RL), ses discours aux travailleurs et aux jeunes. Ghioldi assura dans un discours que la RL, « nouveau point de départ », avait fait retrouver « le chemin du progrès », ajoutant que le PS s’opposait à la « droite », dans le périmètre de laquelle il rangeait le « nationalisme rosiste », le cléricalisme phalangiste et les « néopéronismes », tandis que le « progressisme » se situait dans « la gauche » et dans « la démocratie économique, politique, sociale et culturelle ». En vue des élections prochaines, Ghioldi plaidait pour que les « partis démocratiques » concluent une alliance électorale, seule manière de faire échec au péronisme.

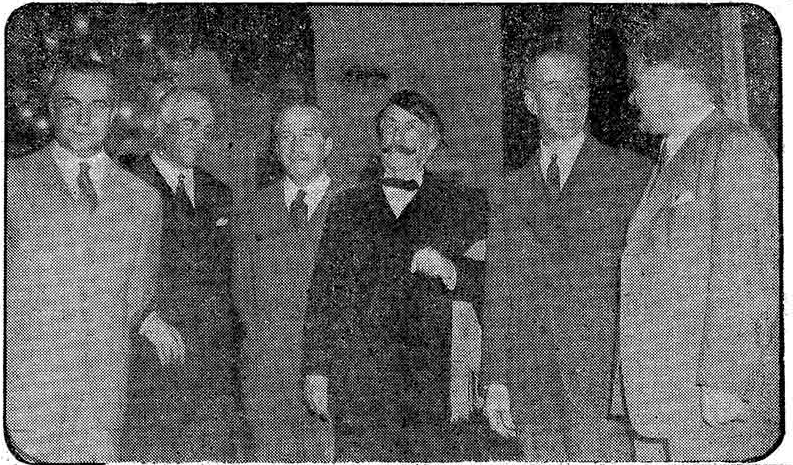
De gauche à droite : Carlos Humberto Perette (radical) ; le ministre de l’Agriculture Alberto Francisco Mercier ; Miguel Ángel Zavala Ortiz (radical) ; Alfredo Palacios (socialiste) ; le président de facto Eduardo Lonardi ; et le dirigeant socialiste Américo Ghioldi (27 septembre 1955).

Dans le même temps, des failles commençaient à se manifester dans la coalition hétérogène qui appuyait le gouvernement, en particulier autour de la façon d’aborder la « question péroniste », où l’on pouvait distinguer trois groupes, l’« optimiste », le « tolérant » et le « radicalisé ». Pour ce dernier groupe, dans lequel on compte les partis « doctrinaires », au socle électoral réduit, tels que le PS, le PDP (Partido Demócrata Progresista), le PDC (Partido Demócrata Cristiano) et le PD (Partido Demócrata), toute l’activité de la RL devait avoir pour but d’éradiquer l’ensemble de l’« appareil totalitario-fasciste » péroniste, en associant des mesures répressives contre les fonctionnaires, les collaborateurs ou les propagandistes du défunt « régime » à des actions de « rééducation » à l’intention des classes populaires « victimes de la démagogie » ou de la « peur ». Les « radicalisés » estimaient qu’une fois accomplie la tâche de « dépéronisation », une subséquente réforme politique et constitutionnelle s’imposait de nature à rendre impossible à l’avenir une réédition en Argentine du « phénomène totalitaire », et ce notamment en restreignant les compétences du pouvoir exécutif et en instaurant une représentation proportionnelle dans les assemblées législatives.
Pour Ghioldi, la « dépéronisation » devait avoir pour visée non seulement de démanteler l’appareil totalitaire et éradiquer la « corruption » dans les structures étatiques et syndicales, mais encore, comme but ultime, de mettre en œuvre telles réformes aptes à prévenir que puisse surgir à nouveau quelque force similaire au péronisme ; l’assemblée constituante devait permettre d’encastrer des mécanismes constitutionnels pouvant faire office de pare-feu, à savoir : un régime semi-parlementaire avec scrutin proportionnel facilitant l’alliance entre « forces démocratiques » et servant de frein à d’éventuelles « aventures totalitaires ». Cependant, cette position, globalement minoritaire, était rejetée par la plupart des partis argentins à fort potentiel électoral, en particulier le radicalisme (UCR), partisan de maintenir l’actuel régime présidentialiste et le mode de scrutin majoritaire prescrit par la loi Sáenz Peña, garante de gouvernements à socle électoral solide. Le président Aramburu pencha en faveur des radicaux de l’UCR au détriment des antipéronistes radicalisés, dont le ghioldisme, voués au déclin.
Aussitôt après la chute du péronisme, le PS connut une importante croissance de son affiliation, grâce principalement au dynamisme des Jeunesses socialistes (JJSS), qui n’hésitaient pas dénoncer vertement l’« immobilisme » et le « libéralisme » des « vieux », lesquels en retour, se sentant menacés, adoptaient une attitude réfractaire à leur égard en les accusant d’être porteurs de divers « déviationnismes » (entre autres « frondizisme », « pro-péronisme », « philo-communisme »), et d’être tentés par une certaine « ouverture » au péronisme, que Ghioldi pour sa part rejetait tout de go. Au PS, les JJSS bénéficiaient de la complaisance, sinon de la protection, de quelques dirigeants de vieille date, plus « ouverts », dont en particulier Alfredo Palacios.
Dans les jeunesses socialistes et chez les militants qui avaient été en désaccord avec la direction du parti sous le péronisme, des voix critiques commençaient à s’élever contre le gouvernement et contre les dirigeants du PS qui faisaient de celui-ci un allié « inconditionnel » de la RL. Bientôt, ces dissensions allaient se traduire en actes et déclarations publics, mettant dans une situation inconfortable les dirigeants les plus engagés aux côtés du gouvernement, dont Ghioldi lui-même, qui tenait comme autrefois fermement les rênes du parti. En particulier, les jeunes universitaires du PS s’affairaient à conceptualiser correctement les rapports entre classe ouvrière et péronisme et à juger des aspects progressistes de l’expérience vécue par les classes laborieuses depuis 1945 et de la manière de convertir ladite expérience dans un sens « révolutionnaire ». À l’encontre de la vision ghioldiste, les JJSS insistaient sur la nécessité de bien appréhender les raisons ayant porté les masses à rallier Perón plutôt que le PS, au lieu de les sermonner ; il était impératif de trouver la voie des « retrouvailles » (reencuentro) entre PS et travailleurs, de façon à obtenir que ceux-ci transfèrent leur loyauté vers un projet politique de nature socialiste, qu’ils passent du camp « libéral-démocratique » au camp « national-populaire ». Alfredo Palacios, Alicia Moreau et le secrétaire général Ramón A. Muñiz, avec l’appui militant des JJSS, œuvraient à se libérer de l’antipéronisme « social-revanchiste », pour ne garder que le positionnement, partagé par tous les socialistes, de l’antipéronisme politique « antitotalitaire ».
En attendant, plusieurs membres du PS avaient accepté des fonctions diplomatiques et s’étaient impliqués dans la « dépéronisation », dans le milieu universitaire mais aussi syndical, nombre de militants socialistes s’étant joints aux commandos civils, qui s’étaient mis en devoir de déloger les péronistes des syndicats.
Une première manifestation publique des désaccords au sein du PS éclata en 1956, quand le PS fêtait le 1er mai dans le centre de Buenos Aires. Alors que Palacios était longuement ovationné, Ghioldi dut différer le début de son allocution en raison de cris fusant d’une partie du public et scandant « Socialismo! Socialismo! » ; ayant pu prendre enfin la parole, Ghioldi en revint à sa critique du péronisme et à sa défense acharnée de la RL, avant de conclure son intervention par la déclaration que le PS n’avait jamais abandonné les travailleurs « malgré leurs erreurs ». Abel Alexis Latendorf s’irrita de ce discours, notant que le PS avait laissé filer une occasion de lancer un appel aux travailleurs, au lieu que Ghioldi leur avait adressé des paroles offensantes,. L’aile gauche du PS postulait une continuité entre le « socialisme scientifique » et la pensée de Juan B. Justo, et blâmait Ghioldi d’avoir substitué au socialisme « une vague solidarité », et à l’antagonisme « bourgeoisie-prolétariat » une opposition « masse-peuple », en méprisant la première et en s’érigeant en interprète du second.
Au congrès national de 1956, lors du scrutin interne destiné à désigner le nouveau président du PS, le camp des rénovateurs réussit à faire élire son candidat José Luis Romero, à la suite de quoi les différends entre les camps conservateur et rénovateur, ainsi que le poids de ce dernier, devinrent de plus en plus patents non seulement dans le Comité exécutif national (CEN), mais aussi sur la place publique ; ainsi p. ex., lors d’un rassemblement en octobre, un changement dans le ton était-il clairement perceptible, désormais assez critique envers la RL, de même que dans la thématique, aucune référence n'étant faite à la RL ni à la « liberté reconquise », mais à l’impératif de « défense de la souveraineté des travailleurs ». Le scrutin interne réalisé en novembre auprès des affiliés et destiné à renouveler les instances dirigeantes du parti, dont les 17 membres du CEN, eut pour résultat de mettre en minorité le camp « traditionnel », les rénovateurs obtenant en effet dix sièges et le ghioldisme sept.

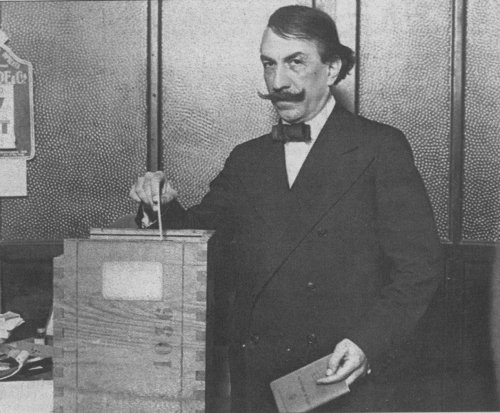
Alfredo Palacios, membre du groupe rénovateur dans le PS et opposé à la ligne ghioldiste. Sera après la scission du parti en 1958, l’une des principales personnalités du PSA nouvellement fondé.

Le premier incident sérieux entre majorité et minorité (ghioldiste) eut lieu le 26 novembre 1956, lorsque la Commission de la presse désigna Alicia Moreau de Justo au poste de directeur de La Vanguardia, alors que le camp conservateur avait escompté la reconduction de Ghioldi, directeur « historique » du journal, en réaction à quoi la faction ghioldiste commença à publier, à la mi-novembre 1957, son propre journal, Afirmación,. Face aux commentaires critiquant au sein du PS l’orientation pro-RL de La Vanguardia, Ghioldi arguait qu’il n’avait fait que répercuter la position officielle du parti, et attribua sa non-reconduction à une « défenestration » imputable à des « coteries secrètes qui nomment et excluent les orateurs ».
Les désaccords quant à l’étendue du soutien que le PS devait apporter à la RL allaient provoquer une véritable fissure dans le parti le 9 juin 1956, lorsque la dictature d’Aramburu fit fusiller extrajudiciairement, dans une décharge du district José León Suárez, dans les environs de Buenos Aires, plusieurs militaires et civils, dont les généraux péronistes Juan José Valle et Raúl Tanco, qui s’étaient soulevés contre la dictature. Alors que pour la plupart des socialistes, la peine de mort pour motifs politiques n’était pas tolérable, Ghioldi, à la consternation de beaucoup, justifia le massacre, écrivant dans La Vanguardia :

« Les faits de la nuit du samedi 9 au dimanche 10, à l’intérieur de leur immense tragédie, déterminent des circonstances et des positions sur lesquelles il apparaît nécessaire de s’attarder à penser profondément. En premier lieu, il y a comme donnée fondamentale des faits survenus la détermination absolue et totale du Gouvernement à réprimer avec énergie toute tentative de retourner au passé. C’en est fini du lait de l’humaine tendresse. À présent, tous savent que personne ne tentera, sans risque pour sa vie, de perturber l’ordre, car c’est entraver le retour à la démocratie. »

— Américo Ghioldi, dans La Vanguardia du 14 juin 1956.
Dans le groupe rénovateur dont le noyau était les JJSS, un projet était en cours d’élaboration qui allait au-delà d’un simple abandon de l’antipéronisme et visait à « radicaliser le PS », le doter d’un profil socialiste, anti-impérialiste et révolutionnaire, et de le rapprocher résolument des travailleurs et à l’ensemble des classes populaires, projet pour lequel il était inéluctable d’évincer le ghioldisme de la direction du PS, à l’effet de quoi les JJSS optèrent pour une stratégie d’alliance avec les modérés du CEN, qui avaient toujours été réticents à adhérer pleinement à la « ligne libérale » et dont quelques-uns étaient pourvus d’un certain poids politique et de popularité. L’alliance ainsi constituée combinait des personnalités de générations différentes et aux conceptions idéologiques qui ne se recoupaient que partiellement, mais qui s’entendirent à livrer bataille contre le ghioldisme.
En face, Ghioldi s’appliquait à approfondir sa vision personnelle du PS comme parti de « citoyens », au profil « libéral-démocratique », en accord avec les conclusions de la Deuxième Internationale, et à l’instar de certains partis socialistes qui avaient à la fin de la Seconde Guerre mondiale renoncé à leur définition de parti « de la classe ouvrière » au profit de l’étiquette de parti du « peuple tout entier » et répudié toute identification doctrinale avec le marxisme. L’Internationale socialiste, refondée à Francfort en 1951, s’était prononcée pour un socialisme démocratique et avait qualifié l’URSS, et les démocraties populaires en général, de dictatures totalitaires. Les rénovateurs du PS argentin en revanche se sentaient proches des partis socialistes, comme l’espagnol et l’italien, qui n’avaient pas accompli cette démarche, et des expériences comme la yougoslave, de tendance autogestionnaire.
À l’élection pour l’assemblée constituante de juillet 1957, le PS obtint 8 % des voix, tandis que la base électorale péroniste, qui s’était exprimée par le vote blanc, atteignait un score proche de 25 %. Ce résultat corroborait la conviction ghioldiste que seule une coalition de tous les « partis démocratiques » serait en mesure de vaincre le péronisme dans les urnes. Devant l’impossibilité pour elle d’influer sur le CEN et sur La Vanguardia, la minorité ghioldiste passa donc à la vitesse supérieure lorsque, sous la houlette de Ghioldi, elle commença à faire paraître le périodique Afirmación, en se mettant en porte-à-faux de l’organe officiel du parti par une apologie outrée de la RL et par une véritable campagne de dénigrement contre la « majorité » du CEN et contre les JJSS. Parallèlement, le comité directeur (ghioldiste) de la fédération PS de Buenos Aires publia une déclaration appelant à convoquer sans tarder un congrès extraordinaire du parti, afin d’empêcher « la progression de la propagande tendancieuse déployée en son sein au moyen de slogans de type frondizi-péronistes ».
La plupart des rassemblements organisés dans le cadre de la campagne électorale en vue de l’élection de février 1958 dénotaient une volonté du PS de se différencier de la RL, en se présentant comme « le seul parti » agissant en défense des travailleurs. La question du destin à réserver aux entreprises publiques, en particulier celles des services et d’énergie, donna lieu à de vifs débats, où le discours socialiste, à travers notamment les conférences de Palacios, prit des allures anti-impérialistes marquées, en défense du « patrimoine national » et du « renforcement de l’État face aux monopoles ». D’autres candidats par contre, comme Jacinto Oddone et Ghioldi, préférant cadrer leurs propositions dans une perspective politique différente, ne laissaient d’encenser la RL (en soulignant sa promesse tenue de convoquer des élections) et de critiquer le péronisme et, se montrant hostiles aux nationalisations de Palacios, plaidaient pour une économie appuyée sur des entreprises « mixtes ».

#### Crise interne du PS: scission et création du Parti socialiste démocratique
En 1957-1958, pendant que Ghioldi était à la direction du PS, une crise aiguë finit par éclater, dont les origines se situent avant 1955 et qui eut pour effet de diviser l’instance dirigeante en deux fractions. Au congrès du parti en juin 1956 à Buenos Aires, la fraction menée par Ghioldi prônait un soutien sans restriction au gouvernement militaire, au contraire d’une aile gauche alors en gestation animée notamment par Alfredo Palacios et Alicia Moreau de Justo, qui avait à cœur de faire un distinguo entre Perón et masses péronistes,.

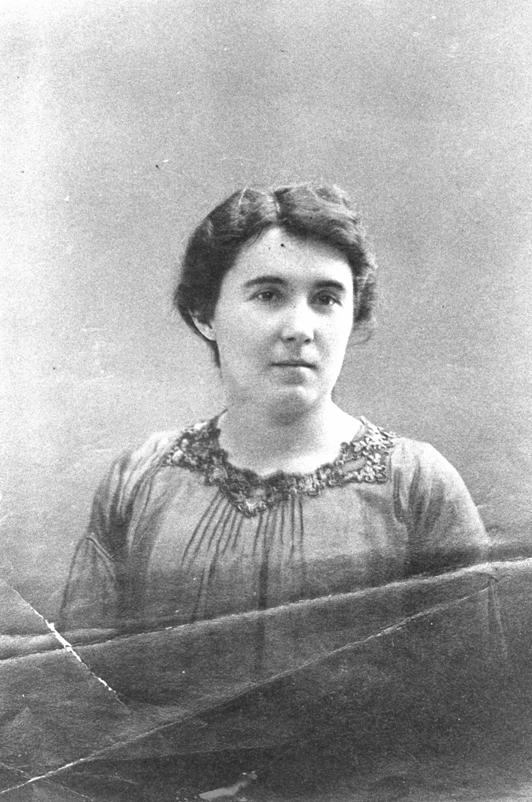
Alicia Moreau, l’une des principales figures du mouvement rénovateur, opposé au ghioldisme, au sein du PS argentin. Désignée à la tête du journal socialiste La Vanguardia en 1956 après l’évincement de Ghioldi.

Le ghioldisme, longtemps majoritaire au Comité exécutif national (CEN) et dans la Commission de la presse (et donc à la direction de La Vanguardia), avait eu jusque-là la haute main sur les leviers de l’appareil du parti, y compris sur les biens sociaux, tels que la S. A. La Vanguardia, en plus d’occuper une position prédominante dans les comités de direction des deux plus grandes fédérations socialistes, celles de Capital fédéral et de la province de Buenos Aires. En face, les dirigeants des JJSS — le plus connu parmi eux étant Alexis Latendorf — avaient derrière eux la fraction alors la plus dynamique du PS et étaient restés en contact avec la quasi-totalité de l’éventail politique de la gauche argentine et avec le monde universitaire.
Dans les succursales du parti, plus particulièrement à Buenos Aires et dans la province homonyme, une fracture commençait à apparaître en interne entre ceux qui adhéraient à la faction rénovatrice (et lisaient La Vanguardia) et ceux qui appuyaient Ghioldi (et lisaient Afirmación). La « ligne libérale » (soit le ghioldisme) était soutenue par quelque 40 % des délégués, pour une grande part venant de la capitale, et la « ligne de gauche » escomptait obtenir l’adhésion d’une cinquantaine de %.
Lors du congrès extraordinaire réuni à Córdoba les 16 et 17 novembre 1957, le candidat ghioldiste — en l’espèce Nicolás Repetto — fut battu et la présidence du congrès alla à Alfredo Palacios. Le ghioldisme fit alors pression pour une suspension des instances dirigeantes du parti et pour la désignation d’une nouvelle direction, mais en vain. Le ghioldisme finit par se retirer du congrès, en menaçant de le priver de son quorum. L’assemblée sut néanmoins s’assurer un nombre suffisant de délégués et poursuivit ses séances, quoique dans une atmosphère hautement tendue car en l’absence de plusieurs membres du CEN, comme Ghioldi et Repetto.
Un point épineux des réformes que voulait mettre en œuvre la nouvelle majorité (rénovatrice) touchait au destin de la S.A. La Vanguardia, propriétaire des biens sociaux du PS (y compris les Maisons du peuple et le matériel d’imprimerie du journal), qui était devenue depuis la fondation du parti dans la décennie 1920 un important outil de pouvoir aux mains du ghioldisme, attendu que la plupart des actions étaient détenues par des partisans de cette mouvance.
Le ghioldisme échoua à obtenir que la « question interne » soit inscrite à l’ordre du jour. À propos de la La Vanguardia, la faction ghioldiste relevait que sous la direction de Moreau (c’est-à-dire depuis la mise à l’écart de Ghioldi) le journal s’était éloigné de la ligne politique du parti, — laquelle comportait le « soutien à la Révolution libératrice » —, et avait en lieu et place ouvert ses colonnes à des dirigeants syndicaux péronistes, à quoi Moreau répliqua que le journal s’était efforcé de suivre une ligne moins « libérale et plus socialiste, au sens économico-social », et que l’appui aux grévistes ainsi que les critiques contre le « gouvernement provisoire » répondaient à la nécessité de combattre « ce que la Révolution libératrice avait de conservateur et d’antipopulaire ». À la remarque d’Arturo L. Ravina faisant observer que par suite de la nouvelle ligne, La Vanguardia avait perdu un grand nombre de ses abonnés, la gauche du PS répliqua que le journal avait perdu ses abonnés « réactionnaires », qui se seraient reportés sur Afirmación. De fait, le tirage de La Vanguardia était passé de 250 000 exemplaires en 1955 à 55 000 en juillet 1958, sans doute parce que les lecteurs les plus âprement antipéronistes avaient cessé de se procurer le journal.
Pour la gauche du parti, la fracture du PS était un mal moindre en regard de la possibilité que les prochains scrutins internes la mettent en minorité face au ghioldisme. Les groupes de gauche encourageaient la majorité (rénovatrice) du CEN à appliquer la clause adoptée au congrès de Córdoba à la suite de la défection ghioldiste en cas d’un « abandon définitif des postes » et par là à interdire toute possibilité pour la minorité (ghioldiste) de réintégration dans le CEN, ce qui assènerait le coup de grâce au camp ghioldiste. Le 15 juillet, les membres de la majorité (rénovatrice) en réunion à Buenos Aires, sans donner trop de temps à la minorité (ghioldiste) de faire acte de présence, décida de l’exclure, proclamant que le CEN serait « temporairement » composé des « dix membres ayant continué à remplir leurs fonctions » ; des personnalités furent « détachées » du parti, parmi lesquelles quelques figures « historiques » du socialisme argentin, comme Nicolás Repetto, Jacinto Oddone et Ghioldi lui-même,.
Les expulsés, qualifiant d’illégales les décisions de la « majorité accidentelle du CEN », mirent sur pied un Comité exécutif provisoire, appelèrent à la tenue d’élections internes pour désigner de nouvelles instances dirigeantes du PS, et firent part de leur intention d’ester en justice pour récupérer l’appellation et les biens sociaux du parti. La minorité proscrite fit publier dans Afirmación, que dirigeait Ghioldi, un document qualifiant d’« antistatutaire » et de « violente » la résolution majoritaire et dénonçant la mainmise sur le parti et sur ses biens par la fraction opposée. Celle-ci, dirigée par Alfredo Palacios, Alicia Moreau et d’autres, allait fonder le Parti socialiste argentin (PSA), tandis que la minorité, dont faisaient partie — outre Ghioldi — Nicolás Repetto, Manuel V. Besasso, Andrés Justo (fils de Juan B. Justo), Francisco Pérez Leirós, Jacinto Oddone et Juan Antonio Solari, se constituait en Parti socialiste démocratique (PSD),,,.
En mars 1960, devant un parterre de journalistes, Ghioldi exposa sa vision personnelle sur les causes de la scission du PS en 1958, en en signalant trois : 1) conflit de personnes ; 2) « le problème tactique », en rapport avec la position à adopter face à la Révolution libératrice ; 3) « la plus grave, l’infiltration d’un groupe de jeunes à la formation mentale simpliste endossant les positionnements idéologiques gauchistes et nationalistes. Sitôt survenue la scission, les premiers [à savoir le groupe de Palacios et de Moreau] croyaient utiliser ces jeunes, mais les faits les plus récents semblent confirmer le contraire ».

#### Sous le gouvernement Frondizi (1958-1962)
À l’avènement du gouvernement Frondizi, le PS (pour peu de temps encore unitaire) adopta une attitude oscillant entre scepticisme et opposition. À l’occasion du 1er mai, le parti publia une déclaration faisant part de ses incertitudes quant au cap que pourrait prendre la politique d’un gouvernement où prédominaient « les intérêts capitalistes, en particulier du secteur industriel », et augurant que les travailleurs, qui étaient « à nouveau tombés dans l’erreur » de voter pour ledit gouvernement, verraient bientôt déçues leurs espérances. Quand en juin une délégation du CEN, composée de Moreau, de Ghioldi et de Ramón A. Muñiz, eut une audience chez le président Frondizi, elle lui fit part de sa préoccupation concernant la politique pétrolière ainsi que de ses réserves sur la loi d'amnistie nouvellement promulguée, dont l’« ex-dictateur » était susceptible de bénéficier lui aussi, et sur les initiatives du gouvernement visant à rendre au péronisme son emprise sur les syndicats et sur la CGT.
Malgré son « anti-frondizisme », le jeune Parti socialiste démocratique (PSD, auquel désormais appartenait Ghioldi) voyait, parmi les actions du gouvernement Frondizi, d’un œil favorable la loi sur les Investissements étrangers (garantissant des conditions avantageuses pour le capital extérieur) et la décision de reprivatisation d’entreprises auparavant nationalisées par le gouvernement péroniste vers la fin de la Seconde Guerre mondiale (dont en particulier l’emblématique compagnie frigorifique Lisandro de la Torre et les chemins de fer). À l’opposé, le Parti socialiste argentin (PSA) avait inscrit dans son programme un vaste « plan de nationalisations », et s’opposait non seulement aux contrats pétroliers récemment conclus, mais aussi à la privatisation d’entreprises de service public, comme les producteurs d’électricité et le transport ferroviaire. Il est vrai que le thème des nationalisations avait été objet de frictions entre rénovateurs et ghioldistes dès avant la scission de 1958.
Le PSD faisait figure de porte-parole idéologique attitré de l’antipéronisme et de l’anticommunisme en Argentine. Dans le journal La Nación, qui l’accueillait volontiers dans ses colonnes, Ghioldi fustigeait les partis politiques qui au lieu de s’atteler à la « rééducation » éthique et politique des masses, s’ingéniaient de façon démagogique et irresponsable à capter l’« héritage vacant » du péronisme.
En 1962 parut le premier numéro de La Vanguardia comme organe du PSD. Les anniversaires de la Révolution libératrice étaient l’occasion pour le journal d’évoquer élogieusement sur ses pages cet événement ainsi que le général Pedro Aramburu.

#### Mandats électifs sous le gouvernement Illia (1963-1966)

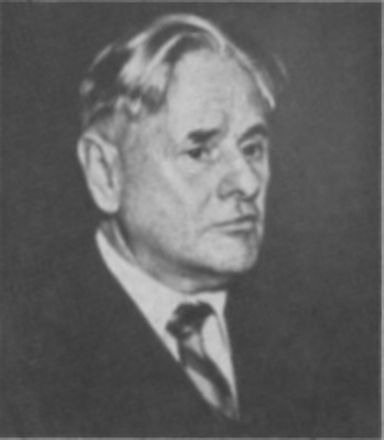
Américo Ghioldi en 1963.

À l’élection législative de 1963 (dont était proscrit le Parti péroniste), Ghioldi, figure de proue du PSD et emblème du socialisme libéral, farouchement opposé au péronisme, sut une nouvelle fois se faire élire député national en représentation de Capitale fédérale, pour un mandat qu’allait interrompre le coup d’État militaire de 1966.

#### Deuxième péronisme (1973-1976) et coup d’État militaire de 1976
Aux élections générales de mars 1973, Ghioldi se présenta comme candidat à la présidence sous l’étiquette PSD, avec pour colistier René Balestra, candidat à la vice-présidence. Face à une victoire écrasante des candidats péronistes, le binôme (fórmula) Ghioldi-Balestra n’obtint que 0,92% des voix. Âpre opposant au nouveau gouvernement péroniste, Ghioldi appuya publiquement le coup d’État « civico-militaire » de mars 1976, dit Processus de réorganisation nationale (1976-1983), et accepta ensuite d’être nommé ambassadeur au Portugal, occupant ce poste de 1976 à 1979,. De fait, le PSD, et d’autres partis, consentit à fournir fonctionnaires et conseillers au gouvernement militaire et considérait avec confiance les possibilités d’une issue démocratique en concertation avec les Forces armées. Ghioldi déclara en 1981 :

« C’est que je suis partisan des objectifs du processus, qui est un programme pour le jour présent. Ce avec quoi je suis en dissidence, c’est avec l’organisation du pouvoir et avec le manque d’aptitude du processus, qui nous a conduits à cet embrouillamini économique et social. »

En 1980, toujours sous la dictature militaire, Ghioldi proposa de conclure un accord entre partis politiques d’une part et forces armées de l’autre, dans la perspective d’une « candidature de conciliation ». En août 1982, il lança une nouvelle fois un appel à restaurer la normalité institutionnelle de l’Argentine.
Néanmoins, en avril 1982, Ghioldi appuya la tentative de récupération des îles Malouines par le gouvernement militaire argentin, s’exprimant comme suit dans un article publié dans le journal La Nación du 3 avril :

« Je me suis senti profondément ému et plein de joie à la suite de la décision des Forces armées, fidèles interprètes du sentiment populaire le plus profond des Argentins. »

— Américo Ghioldi

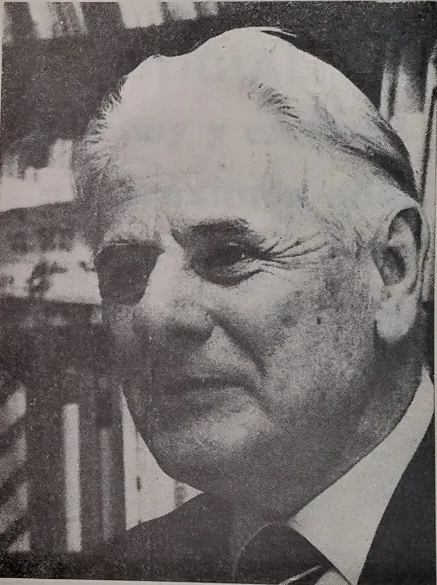
Ghioldi vers la fin de sa vie.

Quelques jours plus tard, le 9 avril, il écrivait :

« Après que le nouveau gouverneur des îles Malouines eut pris ses fonctions, le sentiment profond des Argentins s’est déployé. Tout paraissait avoir dépéri chez nous, mais des profondeurs a éclos le sentiment d’union nationale, ce vécu qui perdure au fil du temps et qui nous identifie, nous définit et, si nécessaire, nous détermine. Cet élan est invincible, véritablement populaire, il s’est formé dans l’esprit de tous les hommes, quelle que soient leur activité et les différences de credo ou d’idéologie, une disposition nouvelle pour envisager le problème national qui nous a préoccupés pendant les dernières décennies.

Nous voulons tous à présent, et c’est ce que les dirigeants politiques ont exprimé sans exception, tendre vers l’union politique qui conduise enfin à un gouvernement stable, démocratique et élu, qui donne corps au pluralisme politico-social et nous dote de nouvelles habitudes avec de [hauts] niveaux de tolérance et de vertu politique.

Dans nos Malouines, nous avons su exprimer l’union par-dessus les différences, maintenant, quand cette union se sera consolidée, nous chercherons notre gouvernement, celui de tous, au nom de tous et pour tous, en conservant, avec de hauts niveaux de civilisation, les irrépressibles déférences qui constituent la façon d’être de l’homme politique. »

— Américo Ghioldi
Au sein du PSD, qui s’était directement engagé aux côtés des régimes autoritaires successifs, des voix dissidentes se faisaient entendre et réussirent à amener des changements notables dans le parti et, dans une certaine mesure, à délivrer bientôt le socialisme démocratique de son passé collaborationniste stigmatisant. Par le moyen d’une réforme des statuts, d’un changement à la direction du parti, et d’une amorce de rénovation programmatique, le PSD opéra promptement dans les années 1980 sa transition d’un parti au passé délétère sous la conduite de Ghioldi, vers un parti des droits de l'homme sous la houlette d’Alfredo Bravo.
À partir de décembre 1982, Ghioldi appela à la constitution d’une alliance de centre-gauche dans la perspective des élections générales, laquelle alliance allait se concrétiser sous les espèces du front que le PSD forma avec le Parti démocrate progressiste et qui allait mettre en avant comme binôme présidentiel les candidats Rafael Martínez Raymonda et René H. Balestra en vue de l’élection d’octobre 1983. Au lendemain de ce scrutin, Ghioldi se retira de la direction du PSD et de la politique en général.

### Vie privée et associative
Vers 1926, Ghioldi épousa Delfina Varela Domínguez, qui lui survécut, et avec qui il eut son unique enfant, Américo.
Ghioldi était membre de la Confédération nationale des enseignants et de l’Académie nationale de l’Éducation. Il enseigna aux universités de Buenos Aires et de La Plata.

## Pensée

### En matière politique

#### Généalogie
La vision historique de Ghioldi doit être vue en rapport avec la réception en Argentine de la philosophie européenne de l’entre-deux-guerres où depuis le début du XXe siècle les courants antipositivistes, subjectivistes et spiritualistes occupaient une place importante. L’anthropologie philosophique d’Alejandro Korn, apôtre de l’antipositivisme dans les années 1920 en Argentine, a pu fournir à Ghioldi l’un des prismes conceptuels nécessaires à penser le socialisme dans une perspective exclusivement éthique, au mépris du dogme économiste de la doctrine socialiste traditionnelle. Dans un bref texte de 1918, Korn déclarait périmé le fondement matérialiste du socialisme et annonçait l’avènement d’une nouvelle ère éthique, allant jusqu’à suggérer l’éventualité d’une interaction constructive avec l’encyclique Rerum Novarum du pape Léon XIII. Pour Korn, imprégné de l’esprit harmonisateur de l’Église, il y avait lieu à présent d’aborder la question sociale selon un angle de vue qui intègre l’ensemble des hommes. Dans Incipit  vita nova de 1918, Korn développe la thèse de l’érosion épistémologique du positivisme et, par suite, de l’obsolescence des postulats éthiques, politiques et économiques qui en sont dérivés, à savoir : l’utilitarisme, le libéralisme économique et le conservatisme politique. Le positivisme apparaît paradoxal en ceci que ses partisans tendent à la liberté économique, politique et sociale, mais nient en même temps la liberté intrinsèque de l’homme. Si le positivisme a certes accompli une œuvre féconde dans l’histoire de l’humanité, il s’agit aujourd’hui de construire sur ses acquis une philosophie nouvelle. L’impératif est d’ordre éthique : l’homme ne doit pas s’adapter à son milieu, mais au contraire contraindre le milieu à se plier à ses aspirations de justice et de beauté. Pour Korn, la tâche est de mettre en adéquation socialisme scientifique et socialisme éthique, opération conditionnant la possibilité d’un socialisme libéral.
Ghioldi s’attacha à transposer cette vision du socialisme dans le contexte idéologique de la décennie 1930, notamment en faisant le tri des modèles d’interventionnisme d’État, entre le modèle keynésien-libéral (prévalant aux États-Unis et en Grande-Bretagne) et le modèle totalitaire (fascisme et stalinisme), pendant que le PS argentin commençait à renoncer à sa position libre-échangiste. Mais le centre d’attention de Ghioldi était, à l’exemple de Korn, de nature culturelle et spirituelle, en opposition aux théories politiques issues de la psychologie des masses. Dès lors, le tri ne peut s’opérer que sur une base éthique, axée sur des finalités collectives (mais distincte cependant de l’éthique téléologique caractéristique du socialisme dix-neuviémiste) et grâce à laquelle les hommes seront en mesure d’agir par delà leurs motifs individuels ou catégoriels. Cela nécessite une éthique s’appuyant sur des valeurs humaines inaliénables, mais qui soit articulée aussi sur un schéma pratique. Ghioldi, en quête d’un socle intellectuel propre à régir les actions au-delà des seules préoccupations empiriques, s’en ira puiser dans le fonds de principes juridiques contenu dans le droit constitutionnel libéral. Pour Ghioldi aussi, la valeur suprême sera la liberté, à laquelle il attribue une vertu motrice de l’évolution humaine, en écho à la « liberté créatrice » (libertad creadora) de Korn, vue comme ressort des grands événements de l’histoire argentine,.

#### Influence sur la doctrine du PS

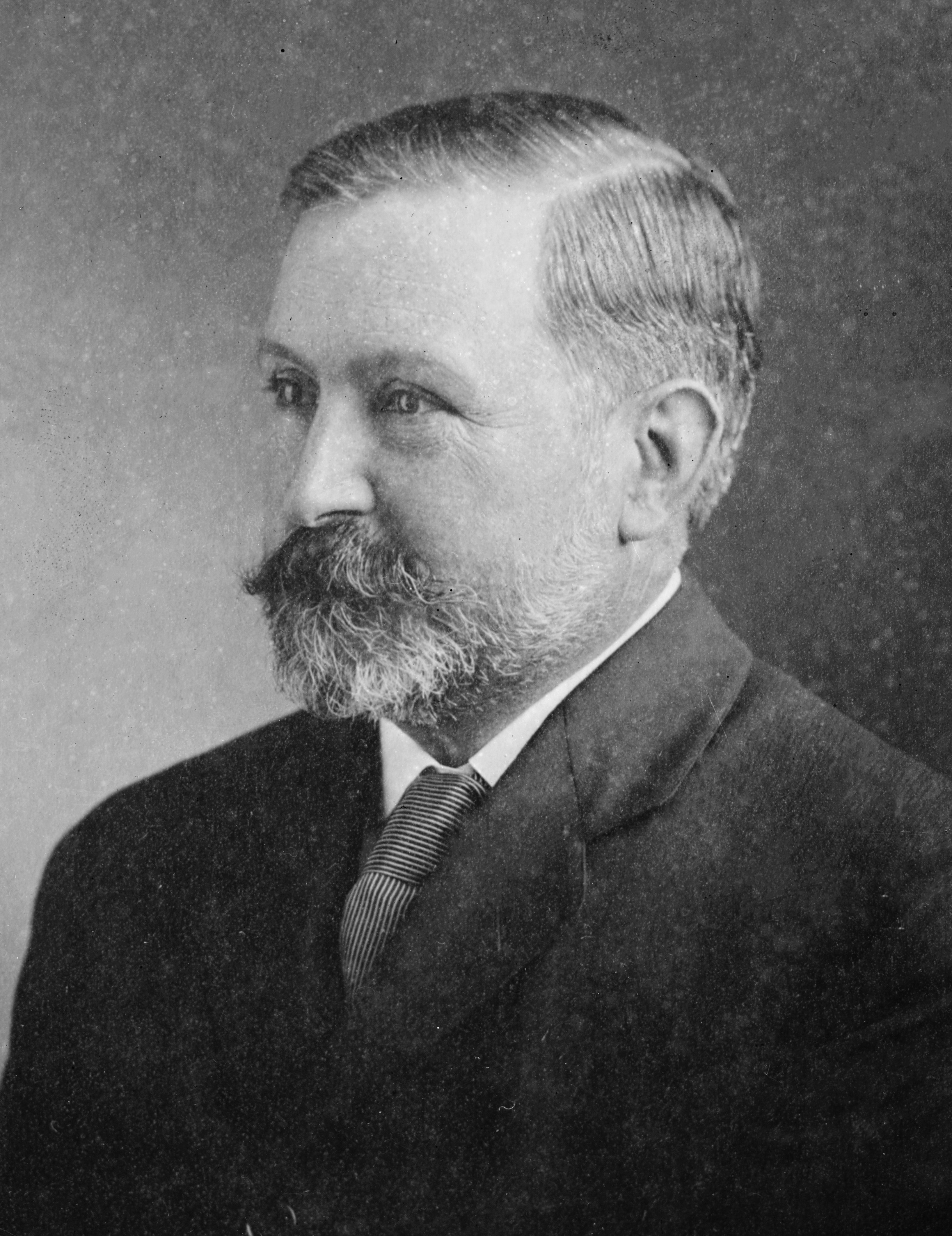
Juan B. Justo, cofondateur du PS et de son principal organe de presse, La Vanguardia. Longtemps maître à penser du parti et artisan de sa ligne idéologique traditionnelle (justienne), ligne que Ghioldi allait cependant infléchir vers le social-libéralisme dans la décennie 1930.

Pendant de longues années, les positions doctrinales et stratégiques du socialisme argentin avaient été articulées sur la pensée politique de Juan B. Justo. Celui-ci préconisait un plan de réformes approfondies de la société argentine, propre à mettre fin au pouvoir économique et politique de la classe oligarchique des grands propriétaires terriens, afin de moderniser les campagnes et de transformer la structure de la propriété foncière, et de permettre ainsi la création d’une vaste classe de moyens propriétaires ruraux qui, en alliance avec les travailleurs des villes, œuvreraient au progrès économique et à la démocratisation du pays, comme condition préalable à la réalisation du socialisme — tâches primordiales du socialisme auxquelles s’ajoutait l’élimination du style politique caudilliste (basé sur l’autorité des caudillos, chefs militaires charismatiques). Le PS se présentait lui-même comme seul apte en Argentine à mener une action « sérieuse, méthodique et aux mobiles élevés », comme un parti « éducateur » se donnant pour mission l’« élévation culturelle » des classes populaires.
Les interventions écrites de Ghioldi allaient plus tard provoquer un revirement de cette tradition socialiste argentine. À partir de la critique du positivisme développée par Korn, Ghioldi prônait l’abandon du modèle objectiviste et économiste, pour fonder désormais le socialisme sur les théories idéalistes de l’histoire. Aux doctrines politiques de mobilisation des masses, Ghioldi opposait une « éthique des valeurs », où la liberté occupait une place centrale, et un modèle d’action politique, basé sur la pédagogie. Significativement, sa vision du péronisme passa d’un jugement mitigé initial, reconnaissant son apport social, à une condamnation sans appel.
Aussi, dans la décennie 1930, sous la conduite intellectuelle de Ghioldi, les grands axes de la doctrine du PS furent-ils révisés. Dans le domaine économique, le parti abandonna peu à peu les idées libre-échangistes pour se positionner en faveur de l’interventionnisme d’État, voire, dans une certaine mesure, du protectionnisme. Sur le plan politique, le parti mettait désormais l’accent sur le militantisme civique, en manière de riposte à l’avancée du fascisme en Europe et à ce qu’il percevait comme la pénétration de celui-ci en Argentine, ce qui allait se traduire par le renoncement définitif du PS à tout dessein révolutionnaire. Vers la fin des années 1930 et au début des années 1940, l’antifascisme était devenu l’élément central du discours politique du PS et soudait tous les socialistes dans une sorte de « mystique antifasciste ». À partir de 1943 environ, l’idée de transformation sociale radicale se trouva subordonnée à une conception modérée et réformiste de l’action politique, avec une primauté marquée donnée à l’impératif de légalité et de démocratie, de préférence aux revendications se rapportant spécifiquement à la classe ouvrière. Par cette nette priorité accordée aux valeurs démocratiques et au respect des institutions, le PS était dorénavant à même de s’adresser à une multiplicité de secteurs de la société, voire à la nation tout entière sans distinction. Ghioldi écrit en substance que la conscience de la légalité, en plus de nous émouvoir, illumine notre chemin et agit comme un facteur de vie pacifique en société,.
En résonance avec cette évolution idéologique, très peu de sujets touchant spécifiquement à la classe ouvrière furent évoqués par Ghioldi dans la période qui va de juin 1943 jusqu’à la fermeture de La Vanguardia en 1944, même s’il lui arrivait certes de faire l’éloge de la politique sociale menée par le secrétariat au Travail et à la Prévoyance, voire à commenter positivement l’action de Juan Perón. Cependant, quand était évoqué le thème de la justice sociale, celle-ci était toujours considérée subalterne aux valeurs de liberté et de démocratie :

« Les droits de l’homme s’expriment par le civisme. Les aspirations à la justice, la soif de liberté, les programmes d’organisation, les idéaux d’égalité qui bouillonnent dans l’homme se nouent et trouvent leur synthèse dans le citoyen. »

— Américo Ghioldi dans La Vanguardia du 28 novembre 1943.

« Les travailleurs du monde ont donc, par expérience universelle, une dévise à valeur de boussole, forgée par un sociologue français : bien-être et liberté. Sans bien-être, la liberté est un mot presque vide de sens. Sans liberté, le bien-être est une illusion transitoire. »

— Américo Ghioldi dans La Vanguardia du 5 janvier 1944.
Après la guerre, le courant ghioldiste du parti, rejetant de plus en plus résolument le positionnement de classe et la caractérisation ouvriériste du PS, avait adopté une position mieux en accord avec le « nouveau révisionnisme » qui pendant la Guerre froide s’était diffusé dans les partis affiliés à la Deuxième internationale. Dès les années 1950, nombre de ghioldistes avaient endossé un profil libéral-démocratique et définissaient le PS comme parti « du peuple », et non plus « de classe ». Le PS se mit en quête d’adhésions au-delà du seul monde ouvrier, encore que celui-ci soit resté le noyau dur de son électorat. Un appel croissant était fait à la figure du « citoyen » plutôt qu’à celle du « travailleur », ce qui certes éloignait le parti de sa tradition, mais s’accordait fonctionnellement au modèle d’un parti ayant sacrifié sa base ouvrière.

#### Primauté de la morale politique sur le socio-économique
Par la suite, Ghioldi, hissé à la tête du PS argentin et se plaçant dans un cadre conceptuel qui faisait la part belle aux catégories éthiques et pédagogiques, proposait, de concert avec d’autres socialistes argentins, une lecture du socialisme en termes de libertés civiles et de valeurs civilisationnelles. Ce basculement d’une théorie scientifique vers une conception morale de l’histoire reflète l’adoption par Ghioldi d’un point de vue réformiste aspirant à réorganiser rationnellement la transition vers la modernité, c’est-à-dire vers le libéralisme et la démocratie. Le socialisme se présente comme un cap à tenir, un principe régulateur, et non comme la mise en œuvre d’un plan téléologique immanent. Le discours ghioldien s’accorde mal avec l’objectivisme et l’économisme propres à un socialisme entendant le progrès comme bien-être matériel quantifiable de la population. Pour Ghioldi, toute amélioration purement quantitative des conditions de vie de la population n’est que fausseté et avilissement, au contraire du bien-être vitaliste qu’il avait en vue, lequel suppose une lutte essentialiste pour la liberté. Le concept kornien de « liberté créatrice » fut convoqué par Ghioldi pour refonder éthiquement le socialisme et éviter de réduire l’homme à son animalité, prémisse des régimes barbares. Une telle caractérisation éthique du socialisme s’opéra en évacuant la dimension collective de celui-ci et le présupposé de spontanéité du sujet collectif.
Le socialisme ghioldien ne cessait pourtant de s’autoriser de la tradition du socialisme argentin, c’est-à-dire du justisme, déclinaison locale du socialisme libéral, et prônait un militantisme actif présumément en défense de l’« héritage » de Justo, de la pensée duquel il aimait à se présenter comme un continuateur, à telle enseigne qu’il entreprit en 1933 de rédiger une synthèse des idées justiennes, qu’il préfaça un volume de l’édition de ses Œuvres complètes,, et qu’il avait mis au point une herméneutique de l’œuvre de Justo qu’il ne manquait d’appliquer à ses propres jugements en guise de tampon de validation justien pour les temps nouveaux,.
Certes, pour surmonter l’écart entre sa propre lecture des ressorts du changement historique et celle formulée par Justo un demi-siècle auparavant, Ghioldi affirmait adhérer à la thèse portant que dans l’histoire les faits économiques et sociaux jouaient un rôle primordial et que les modes de production et de propriété étaient déterminants pour le cours de l’histoire. Toutefois, expliquait Ghioldi, il faut prendre égard aussi au rôle de l’homme lui-même, à la fois synthèse et façonneur de l’histoire. Se référant à Jean Jaurès, qui avait souligné l’importance du cerveau humain et de la « préformation cérébrale de l’humanité », Ghioldi posait que l’homme n’est pas un atome inorganique mais possède une personnalité dotée de puissance créatrice, en raison de quoi les projets de réforme sociale doivent, avant même de changer les lois, transformer les cerveaux et les cœurs des hommes. Ce postulat subjectiviste était sous-tendu par une conception statique de la nature humaine, renvoyant à un vague humanisme libéral, éloignée de la théorie marxiste,.
C’est dans les interventions de Ghioldi au cours de la décennie 1930 que cet effort de presser le socialisme dans le moule de l’idéologie libérale fut particulièrement marqué. Au fil d’une série d’ouvrages, de brochures et de nombreux articles de presse, Ghioldi eut recours à des théories idéalistes de l’histoire par lesquelles il sut faire cadrer la tradition socialiste avec une narration qui postulait la « liberté » comme valeur centrale et la pédagogie comme élément clef de la politique. Le socialisme tel qu’il ressort des écrits de Ghioldi prend ainsi des allures d’éducateur, dont les énoncés sont adossés à un savoir sur la nature humaine et sur le fonctionnement des sociétés, et dont la mission sera donc éminemment intellectuelle : éclairer, dans la tradition civilisatrice de Sarmiento, le peuple sur les vérités dont les socialistes se pensaient les dépositaires. Pour Ghioldi, c’est le propre du fascisme que de satisfaire les besoins matériels des travailleurs sans se préoccuper de leur liberté et de leur autonomie, au contraire du socialisme, qui leur enseigne une lutte sociale sous-tendue par l’idéal de l’homme libre et qui est, grâce à sa connaissance du fonctionnement des sociétés et des lois de l’économie, la seule doctrine capable de concevoir une justice sociale durable et démocratique, car attentif à la liberté naturelle et à la nécessaire autonomie des travailleurs. Ceux qui consentent à se subordonner à la politique gouvernementale du régime militaire de 1943 ou du péronisme perdent leur autonomie et deviennent un simple « comité gouvernemental », comme dans les systèmes fascistes. Les travailleurs doivent se joindre aux groupes sociaux qui, indépendamment de leur situation socio-économique, se retrouvent tous dans une même défense de la démocratie et de l’ordre légal face aux menaces fascistes et autoritaires.
Le coup d’État du 4 juin, loin d’être le point de départ de la crise, fut selon Ghioldi « l’expression culminante » d’une crise nationale déjà préexistante, qui doit être pensée non selon une grille économique et sociale, mais politique, morale et, avant tout, idéelle et éducative, postulat qui rompt avec l’économisme de Justo. La crise en effet avait eu, écrit Ghioldi, des acteurs moins visibles, évoluant dans la sphère de la pensée abstraite (en la personne de ceux qui, « au nom d’existentialismes presque tous confus et d’origine germanique », avaient renié la raison), sur le terrain de la conscience historique (en la personne des révisionnistes), et dans le champ du droit (en la personne de ceux qui divinisaient « les pouvoirs absolus de l’État, dans l’oubli des droits de l’homme »),.

#### Liberté, anti-étatisme et antitotalitarisme
Au lendemain du coup d’État de juin 1943, Ghioldi s’opposa ouvertement à un gouvernement qu’il qualifiait de répressif, critiquant en particulier la présence de personnalités professant une forme de « nationalisme » qu’il jugeait contraire à la véritable tradition nationale argentine. Répudiant l’internationalisme abstrait, Ghioldi s’attela fin 1943 à examiner la signification nationale du nouveau régime en place, s’interrogeant en quoi il serait « nationaliste » d’imiter le culte hitlérien ou mussolinien de l’État. Dans un édito de la La Vanguardia de décembre 1943, il arguait que, une fois admis que le nationalisme argentin constitue « un principe d’adhésion aux lois, tendances et pensées directrices de notre développement historique », les doctrines exigeant la soumission de l’homme à l’État ne sauraient plus être considérées comme argentines, et observait que ni Rivadavia ni Echeverría (qui incarnaient deux moments historiques clef de la conscience argentine) n’avaient requis que l’homme soit annulé. Le culte à l’État ne se fonde ni sur la pensée chrétienne (laquelle repousse le prédominance étatique), ni sur l’encyclopédisme, ni sur le romantisme. Scrutant « l’évolution des idées argentines », Ghioldi relevait que les fondements de l’« étatolâtrie » ne figuraient ni dans le positivisme, ni dans la « récente inflexion philosophique » de type kantien théorisée par Alejandro Korn et proclamant la « liberté créatrice », ni, moins encore, dans le socialisme ou dans l’anarchisme, :

« [...] le mal de la dictature et du fascisme [...] consiste à oublier que le fonds humain est formé et régi par des lois naturelles et fondamentales se trouvant au-delà de l’action des gouvernants et qui doivent, par là même, être intouchables pour toute action arbitraire. »

— Américo Ghioldi, dans La Vanguardia du 31 juillet 1943.

« Il n’y a donc rien d’argentin par quoi puisse s’expliquer l’aberration d’un nationalisme totalitaire, étato-centrique et étatolâtre. Voilà bien un nationalisme simulé et de contrebande. Il n’a d’autres antécédents que le fascisme italien, le totalitarisme hitlérien, et le corporatisme syndicaliste de Franco. C’est pourquoi le peuple répudie un tel “nationalisme” étranger à la substance argentine ! »

— Américo Ghioldi, dans La Vanguardia du 11 décembre 1943.
Cette vision du socialisme comme modèle éthique et porte-voix de la raison publique est fortement liée à une conception essentialiste et progressiste de l’histoire argentine. Délié de quelque couche sociale particulière que ce soit, le socialisme ghioldien se voulait l’interprète des propensions naturelles de l’homme et de la société argentins vers la liberté, et leur défenseur face aux tentations autoritaires et totalitaires niant ces propensions.
Ghioldi s’attacha à fonder le socialisme argentin sur des pratiques guidées par l’idée de liberté, et prit comme paradigme et cristallisation de ces pratiques la Constitution nationale de 1853, point de convergence de l’histoire argentine. L’identité socialiste ne peut plus se formuler sur le seul plan de la politique de l’État, mais doit être une stratégie de résolution de l’oxymore socialisme-libéral, comme ethos et moteur de l’Histoire « authentique », du progrès et du développement. Un tel esprit politique a besoin, pour l’emporter, d’une incarnation effective, par un apprentissage dès le jeune âge de la doctrine de la liberté. Il s’agira de concevoir une sorte de mythologie laïque de la liberté, devant servir de soubassement à l’exercice rationnel de la politique, à l’encontre de la confusion régnant alors (en 1945), des apparences et des solutions fausses.
Ghioldi mettait en garde que le socle d’idées sur lequel reposait la société démocratique, à savoir l’« héritage naturel et historique » de la liberté constitutionnelle, se trouvait menacé par les tenants d’une conception « fasciste et dictatoriale » de la vie. Réinterprétant l’histoire argentine, il s’efforçait de démontrer que cette liberté, loin d’être un produit d’importation comme l’affirmaient les « nationalistes », constituait « un ressort authentique et durable ainsi que l’idée générale prédominante de l’histoire argentine », dont le coup d’envoi avait été donné le 25 mai 1810, date à laquelle avaient surgi à la fois la Patrie et la Liberté, le premier terme résultant d’un mouvement de libération ayant changé les sujets en souverains :

« La Patrie naît pour le développement de la Liberté ; la Liberté inspire et promeut la grandeur de la Patrie. C’est l’idée de la liberté qui conduit notre histoire ; et l’explique. [...] Mobile de toutes nos querelles, moteur intime des grandes journées, idéal de tous les moments, la Liberté est une force substantive, un élan organique et un élan idéel. »

— Américo Ghioldi.
Ghioldi professait un socialisme antipopuliste, se situant, selon les uns, dans la droite ligne d’une défense rationnelle et pacifiste de la démocratie, pour les autres, dans une vision homogène antinationale et élitiste, aveugle aux réalités locales. En matière d’enseignement et de pédagogie, Ghioldi resta durablement redevable à la figure de Sarmiento, et sur le plan culturel était tourné plutôt vers le monde anglo-saxon.

#### Les enseignements de l’histoire argentine
Il est vrai que Ghioldi avait décelé un précédent national aux régimes totalitaires, mais il eut soin de l’inscrire dans une narration où la continuité historique argentine se manifeste sous les espèces d’un antagonisme entre deux camps opposés : d’une part, les avocats de la dictature et les « nationalistes », qui avaient pour référence non seulement Hitler ou Mussolini, mais encore le tyran argentin Juan Manuel de Rosas ; et d’autre part le socialisme, qui prolongeait la tradition nationale authentique, celle du « libéralisme historique de l’Argentine, qui s’amorce avec les journées séculaires de la Révolution, et de la démocratie historique, née dans les journées de mai 1910 et sanctifiée par le dogme de l’égalité ». Ghioldi clamait que les courants historiques portés par l’idée de démocratie et par le « libéralisme fondamental », loin d’appartenir au passé révolu, étaient au contraire restés vivaces malgré les menaces et la répression,.
Dans son ouvrage La argentina tiene miedo (1953), Ghioldi complète son analyse du péronisme comme phénomène totalitaire par une analyse de l’histoire argentine, où il met en lumière — en accord avec Sarmiento, José María Ramos Mejía et Juan Agustín García —, le grand rôle joué dans la colonie du Río de la Plata par la peur, « élément vital », ainsi que par l’anarchie, la tyrannie, l’emprise des chefs de guerre et la fraude. Cependant, les institutions et les lois, mises en place pour permettre une vie plus sûre, furent « l’œuvre de l’histoire, l’effort délibéré des hommes pour dominer les impulsions brutales de l’existence ». Contredisant « les présumés hiérarques du nationalisme instinctif », qui tenaient la Constitution de 1853 pour le fruit d’une raison abstraite et de schémas étrangers, et pour impropre à répondre aux besoins locaux, il soulignait que les « institutions organisant la liberté », au premier chef la Constitution, loin de n’être que des produits d’importation, étaient les « anticorps fabriqués par l’organisme national pour se défendre des frayeurs et terreurs qui assombrissaient et paralysaient la vie argentine »,. S’il reconnaissait que « la peur de la liberté » représentait le « phénomène le plus effrayant des temps contemporains », il avait confiance toutefois que la peur n’était pas une donnée absolue et pouvait être contrebattue par une refixation des esprits sur d’autres mobiles et par un retour à la voie progressiste. On note une nouvelle fois que Ghioldi laissait de côté la dimension sociale de la personnalité argentine, pour se focaliser, dans son entreprise d’explication des phénomènes totalitaires, sur sa seule constitution psychologique, laquelle surplombait les dimensions sociale et économique. Cet a priori allait plusieurs années plus tard conduire Ghioldi à adopter un point de vue pessimiste et autoritaire, postulant que pour combattre le totalitarisme, il ne suffisait pas de déployer des politiques correctes, ni même une pédagogie éclairée, et qu’une rééducation radicale s’imposait, en l’occurrence une « dépéronisation ».

#### Antipéronisme
Ghioldi, pour qui le socialisme serait libéral ou ne serait pas, définit la mission que l’héritage libéral confiait aux socialistes argentins comme celle de « réaliser l’idéal de justice sociale et, en outre, [de] transformer en libérales les masses, très réceptives aux spéculations démagogiques des dictatures et des totalitarismes ». Comme de juste, il s’en prend au péronisme, qui éprouverait « un mépris foncier et profond pour la liberté ; [devant lui] les masses humaines ont abdiqué, prosternées, leur indépendance, leur dignité et leur liberté. »,
Sous le régime militaire issu de la révolution de 1943, la mission que Ghioldi assignait au PS n’avait que peu de rapport avec les questions socio-économiques. Vu que le souci principal était le retour à la légalité, à laquelle était subordonné tout progrès ultérieur, le PS devait œuvrer à ce retour et défendre la société civile. Tant le parti que son organe de presse se proposaient de promouvoir d’abord les idées universelles, dégagées de toute revendication sectorielle :

« Ce devrait être la norme idéale de La Vanguardia que de s’efforcer d’être à tout instant un organe de la raison publique. Nous aspirons à avoir toujours autorité à appeler à l’entendement et à la dignité de la raison, et c’est la plus intime de nos aspirations que de graviter dans la marche des journées grâce au poids des idées, à la droiture de la conduite et au contenu éthique des fins et des moyens de notre discours. C’est ainsi que nous mettons en pratique notre argentinisme. »

— Américo Ghioldi, dans La Vanguardia du 16 avril 1944.
Vers la fin de la période cependant, à mesure que prenait de l’ampleur la politique sociale mise en place par les soins de Juan Perón, alors à la tête du secrétariat au Travail et à la Prévoyance, et à mesure que le gouvernement militaire, taxé par Ghioldi et le PS de « dictature nazi-totalitaire », parvenait de plus en plus, par une politique favorable aux travailleurs, à capter les classes laborieuses, la problématique sociale devait fatalement revenir sur le devant de la scène. Le PS et Ghioldi disputaient au gouvernement la qualité de représentant légitime des travailleurs et de défenseur authentique de la justice sociale. Si Ghioldi avait érigé le socialisme en acteur intellectuel avec l’ambition de figurer comme modèle éthique et de diffuser les idées démocratiques et libérales dans la société civile, cette fonction allait maintenant s’élargir, avec désormais une attention particulière pour la classe ouvrière. Le PS est le parti des travailleurs, non pas tant comme son représentant que comme son éducateur :

« Nous n’avons jamais regardé la classe des travailleurs comme une “clientèle”, concept mercantile et matérialiste, dont la seule énonciation met à découvert le véritable esprit avec lequel quelques-uns approchent le peuple. Que le colonel Perón se saisisse donc de toute la “clientèle” qu’il rencontre, et qu’il trouve en celle-ci la masse prête à recevoir prébendes, viande braisée, breuvage de comité, cocktails et mouchoirs de poche en coton ! Quant à nous, nous nous entendrons avec le peuple, et nous irons à lui avec des pensées et des idéaux, en quête de compréhension affective et mentale. »

— Américo Ghioldi, dans La Vanguardia du 6 mars 1945.

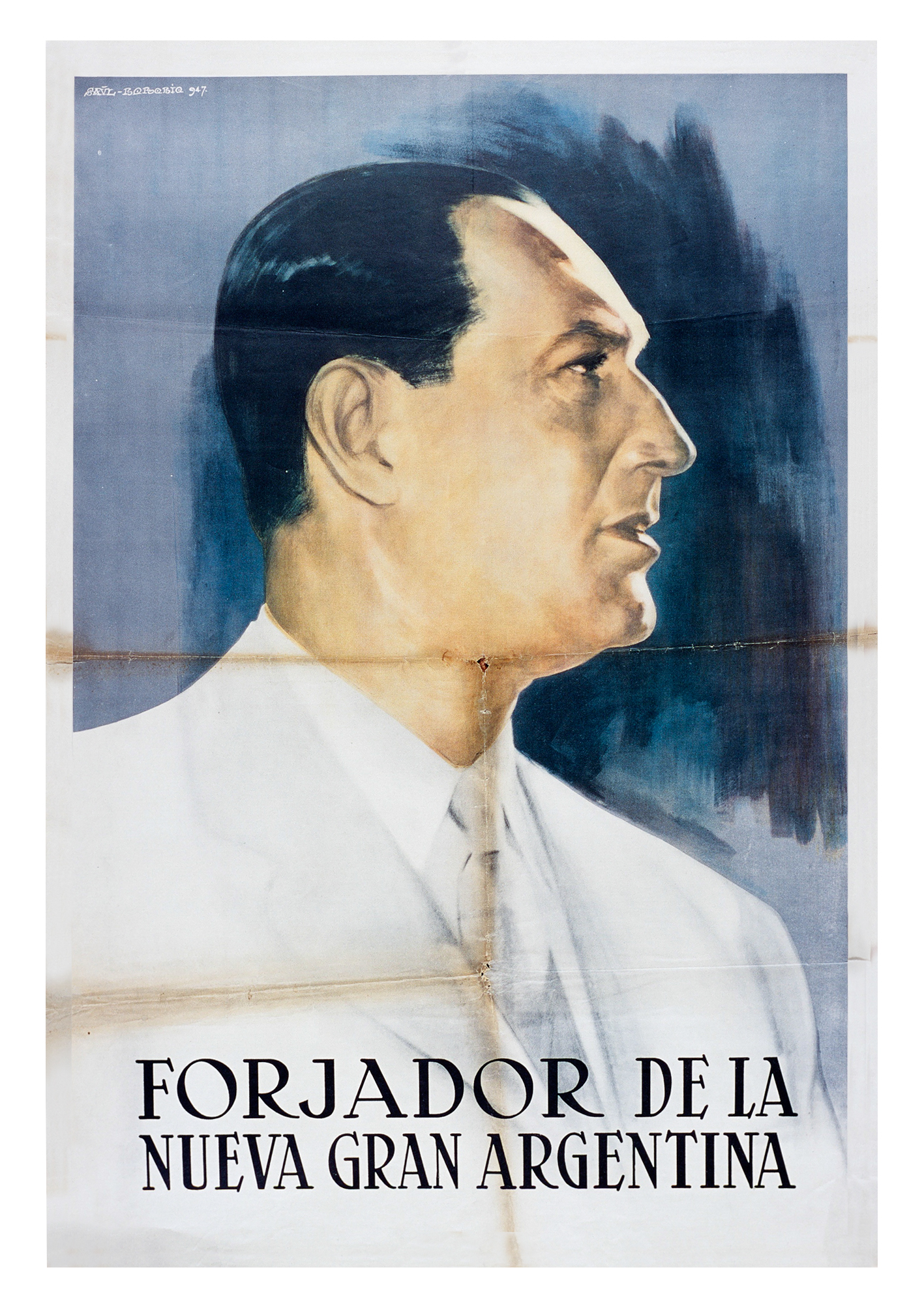
Juan Perón, « Forgeur de la nouvelle grande Argentine », selon une affiche de propagande de 1948. Cible favorite de Ghioldi, et incarnation du populisme « totalitaire », dont la politique sociale n’était selon Ghioldi que mystification.

Ghioldi s’évertuait à appliquer à la politique sociale du gouvernement et à ses prétentions de justice sociale une grille de lecture axée sur l’antinomie démocratie/fascisme, alors toute-puissante dans son esprit. En raison de la nature fallacieuse et démagogique des avantages sociaux concédés par Perón au nom du gouvernement, cette politique sociale était dépourvue de valeur intrinsèque, la justice sociale n’ayant en effet de validité que subordonnée à l’idéal suprême de la liberté, et non en elle-même :

« Le pain est nécessaire, indispensable ; mais croire que l’on peut dominer l’homme en le pourvoyant d’incitatifs matériels pour ses sucs digestifs serait méconnaitre ce qu’il y a de plus élémentaire et de profond dans l’humanité, capable de désintéressement, de sacrifices et d’abnégation dès lors qu’est en jeu l’idéal de la liberté, de la justice et des droits inaliénables et incoercibles propres à la nature de l’être humain. »

— Américo Ghioldi, dans La Vanguardia du 13 mars 1945.
La justice sociale telle que mise en œuvre par le gouvernement militaire annule l’autonomie des ouvriers et fait office d’outil de domination demagogique, à l’image des expériences fascistes :

« Le concept syndical du secrétariat au Travail est aussi semblable à l’idée corporative du fascisme mussolinien qu’une goutte d’eau à une autre. Nous estimons que le plus grave qu’a pu réaliser le secrétariat au Travail est la suppression du syndicalisme authentique et libre, et l’utilisation des appareils syndicaux à des fins politiques en faveur du pouvoir en place et de la déification et idolâtrisation d’une personne. »

— Américo Ghioldi, dans La Vanguardia du 6 mars 1945.
Ghioldi qualifiait les syndicats alliés à Perón de « refileurs » (entregadores) et de « comités électoraux » au service de celui-ci, et rangeait « les travailleurs organisés en syndicats libres » dans la multitude des secteurs sociaux opposés au gouvernement. La justice sociale telle que pratiquée par le péronisme en est une dépouillée de sa substance. Dans la présente conjoncture, arguait Ghioldi, l’enjeu n’est plus tant socio-économique, mais s’insère dans une bataille fondamentalement politique, où il est donc plus judicieux d’en appeler à la condition humaine et citoyenne des travailleurs plutôt qu’à leur situation socio-économique. La justice sociale ne doit s’entendre qu’associée à la démocratie, à la liberté et à l’autonomie des travailleurs. S’il lui arrive de reconnaître par moments les mérites de la politique sociale du gouvernement militaire au regard de la qualité de vie des travailleurs, à d’autres moments il mettait en question ces mérites, s’autorisant de son savoir en matière de lois de l’économie :

« Quels seront les résultats de l’œuvre sociale n’est pas difficile à dire. Nous ne nions pas qu’il y a un certain engagement du gouvernement en ces matières ; mais, du fait d’avoir méconnu les lois de l’économie et de la société, on est arrivé à un point où les hausses de salaire ont été surpassées par les hausses du coût de la vie. Dans la course de vitesse entre prix et salaires, ceux-là l’emportent sur ceux-ci par suite principalement de la politique inflationniste du gouvernement. »

— Américo Ghioldi dans La Vanguardia du 17 juillet 1945.
Se trouve ainsi mise en cause l’efficacité même de la politique sociale péroniste ; seule une politique sociale raisonnable est à même de garantir des bénéfices durables pour les travailleurs. En contre-exemple, Ghioldi citait le succès du travaillisme britannique, qui « représente l’effort sincère de réaliser une œuvre de justice sociale destinée à assurer les plus grandes possibilités au plus grand nombre sans détruire les libertés et les droits de la personne humaine »,.
À propos du rassemblement péroniste du 17 octobre, il y avait lieu selon Ghioldi de distinguer entre la « classe ouvrière organisée et éclairée n’ayant pas participé à cette mobilisation » et les « cris de candombe et tous les effets scéniques de la tactique mussolinienne et hitlérienne ».
Concernant le projet péroniste de 1954 visant à la séparation de l’Église et de l’État, Ghioldi démentait que Perón ait poursuivi un dessein libéral et arguait que ledit projet ne s’inscrivait pas dans un processus démocratique, mais bien plutôt dans la volonté de l’État péroniste « totalitaire » de donner corps à un crédo justicialiste, avec ses rites, ses dogmes et son catéchisme. Plus tard, Ghioldi expliqua dans La Vanguardia que face à la bataille prioritaire contre la « dictature » péroniste, des questions telles que la laïcité de l’État devaient apparaître secondaires, l’urgence étant de « séparer la république de la conduite totalitaire. Il faut sauver le tronc sain, en le séparant de la tête malade »,.

#### Ghioldi et l’extrême gauche
Une aile gauche, composée de jeunes militants socialistes de Buenos Aires, s’était constituée au sein du PS et proclamait la nécessité de collaborer avec les syndicats tenus par les péronistes. Ce discours ne parvint pas à infléchir la ligne du parti et déclencha une âpre réaction de la part de Ghioldi, pour qui la thèse portant que l’œuvre du PS n’était pas suffisamment socialiste s’apparentait à celle de Perón lui-même. D’après Ghioldi, l’existence de cette thèse s’expliquait non seulement par l’impact des déclarations officielles, mais aussi par l’influence des « communistes stalinistes » et des « communistes trotskistes », qui considéraient le socialisme démocratique comme une perversion de la doctrine révolutionnaire socialiste.
Ghioldi répliqua à cette gauche par la voie d’un livre, où l’auteur, en plus de traiter à nouveau de la question du totalitarisme, « la lutte sacrée de l’heure », exposait aussi les causes de la « déviation de gauche », à savoir la manipulation par les communistes et, surtout, une lecture simpliste de la tradition marxiste. À la suite des révisionnistes, Ghioldi signale l’existence de deux perspectives différentes, l’une déterministe, qui pense le développement social sur le modèle des sciences naturelles, et l’autre postulant que la révolution nécessitait la transformation préalable de la condition humaine et l’action d’hommes conscients. Les communistes en particulier, simplifiant à outrance la pensée marxiste, concevaient l’histoire comme un processus naturel et brutal, qui, rappelant la sélection naturelle, s’accomplit en dehors de la volonté des hommes, où l’aspect économique avait un poids décisif, et où la violence joue un rôle central en lieu et place de la morale et de l’intelligence. Si la faction de gauche se refusait à voir dans la liberté « l’élément dialectique par excellence », à défendre le « patrimoine historique de la nationalité [argentine] » et à s’engager « dans les luttes pour la liberté et la démocratie », c’est parce qu’elle était dominée par une idée erronée, à savoir que « ce qui importe serait le facteur économique, et que la liberté est née avec la bourgeoisie et n’est qu’un moment de l’histoire de la bourgeoisie ; que le prolétariat ne se soucie pas de liberté mais de justice sociale ; que le peuple ouvrier ne doit s’intéresser qu’aux problèmes de classe »,.
Entre-temps, beaucoup de jeunes militants du PS rechignaient à voir dans le péronisme un frère cadet du fascisme ou du stalinisme, et le rattachaient plutôt à un mouvement de libération nationale, comme il s’en présentait partout dans le tiers monde. Dans une large mesure, leur critique allait asseoir le discours socialiste argentin ultérieur, axé sur la distinction entre liberté formelle et réelle et sur la priorité à donner aux conquêtes sociales sur les libertés politiques.

### En matière éducative

#### Importance de l'instruction populaire

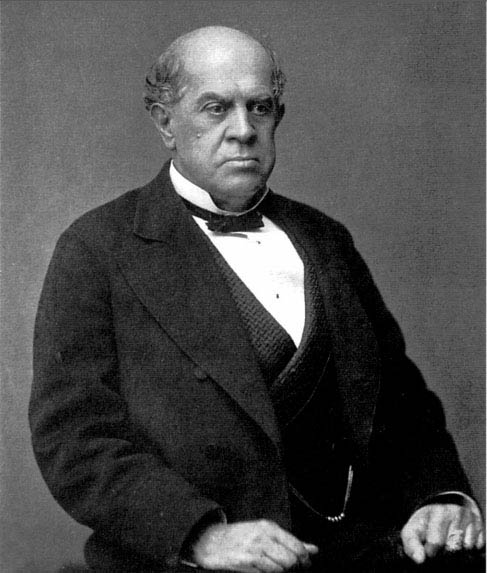
Sarmiento était pour Ghioldi une figure tutélaire de l’histoire argentine et lui inspira ses conceptions sur l’importance et la portée politique de l’instruction scolaire.

En raison sans doute de sa profession d’enseignant, c’est sur la jeunesse que Ghioldi allait mettre l’accent comme axe principal selon lequel opérer une rénovation théorique du socialisme, et sur la lutte pour l’instruction publique, comme élément déterminant du destin de l’Argentine et de l’humanité en général. Il s’ensuit pour lui que la mission du PS argentin doit être au premier chef éducative. L’instruction publique est l’unique manière d’éradiquer les idées totalitaires, de revenir à l’ordre légal et de retrouver la voie de la liberté et du progrès à travers les institutions démocratiques. L’un des sujets les plus souvent abordés dans les éditos de Ghioldi pendant le gouvernement militaire de 1943-1945 était la place accrue accordée à l’enseignement catholique dans les écoles publiques et la suspension d’un groupe d’enseignants aux idées libérales :

« Le monde devra à nouveau éduquer dans le culte de la légalité, c’est-à-dire dans le culte des droits de l’homme. Et nous autres Argentins avons aussi notre tâche urgente : reconstruire la conscience démocratique, le respect de la légalité, le culte du droit et des institutions libres. »

— Américo Ghioldi, dans La Vanguardia du 24 juillet 1943.

« À l’instruction publique incombe la tâche de graver les principes constitutionnels dans l’âme des hommes, c’est-à-dire d’ancrer dans les générations successives la conviction et la foi de la démocratie, par un effort soutenu de persuasion rationnelle. C’est ainsi que le comprenaient les hommes de l’Organisation nationale lorsqu’ils préconisaient l’enseignement de la constitution argentine. »

— Américo Ghioldi, dans La Vanguardia du 29 octobre 1943.
S'écartant de la tradition socialiste existante, mais en cohérence avec sa politique volontariste centrée sur la pédagogie et les valeurs de la civilisation, Ghioldi intronisa pour la première fois dans la sphère socialiste la figure de Sarmiento et lui donna la place prééminente que Justo et Korn avaient jusqu’alors réservée, parmi les membres de la « génération de 1837 », au seul Alberdi. Le lien entre pédagogie et politique constitue l’argument central de son ouvrage théorique Bases de la Pedagogía constitucional (1944), où Ghioldi jeta les fondements de nombre de ses projets ultérieurs. En ce qui concerne Sarmiento en particulier, Ghioldi décèle dans son œuvre éducative deux piliers fondamentaux : d’une part le lien qu’il établit entre instruction publique et progrès technique et économique du pays, et par voie de conséquence la perception de l’enseignement scolaire comme force productive, et d’autre part la relation entre objectifs de l’instruction publique et évolution mentale et culturelle.
Dès le début du XXe siècle, les militants socialistes s’étaient affairés à créer leurs propres écoles, à mettre sur pied des bibliothèques populaires et des jardins d’enfants, à mettre en pratique des innovations pédagogiques, à impliquer davantage les élèves et leurs parents, et à combattre l’« autoritarisme » des fonctionnaires nationaux. Une Confédération des enseignants (Confederación de Maestros) avait été fondée en 1916.

#### Initiatives législatives
Les discours et les propositions formulées par Ghioldi en sa qualité d’élu et par d’autres enseignants socialistes à différentes époques tendaient à dénoncer ce qui leur apparaissait comme la principale menace pour l’école laïque, à savoir les manœuvres des fonctionnaires de l’éducation nationale visant à inclure des contenus religieux dans l’enseignement public et celle des directeurs d’établissements privés catholiques cherchant à contourner les normes en vigueur et à diffuser des valeurs contraires à l’« esprit laïque » de la loi 1420. Ainsi, de son strapontin de député national, Ghioldi prononça un discours en 1932 devant le Congrès à l’adresse du ministre de l’Instruction publique pour le critiquer d’avoir affirmé que la loi 934 de 1878, dite « de la liberté d’enseignement », avait instauré l’égalité entre l’enseignement privé et officiel, Ghioldi rappelant que ladite loi faisait obligation aux élèves des collèges privés de passer leurs examens devant les autorités des établissements publics et pointant que les autorisations fréquemment accordées par le ministère à se soustraire aux épreuves étaient illégales et présentaient le danger de laisser libre cours à la corruption et au népotisme.
Il rédigea un projet de loi habilitant le pouvoir exécutif à n’octroyer son agrément (incorporación) qu’aux seuls établissements dispensant un enseignement laïque, avec obligation de faire examiner toutes les matières devant un jury composé des professeurs de l’établissement officiel. En août 1933, devant le constat que le réseau privé employait une nette majorité d’enseignants non diplômés, à la différence des écoles officielles, il fit une proposition tendant à interdire d’exercer aux enseignants sans titre.
En 1934, à l’occasion du cinquantième anniversaire de la loi 1420, Ghioldi assura que cette loi avait permis de créer l’école populaire et l’enseignement laïque, gratuit et obligatoire, et exprima son espoir que le Congrès parachève l’œuvre des législateurs de 1884 en abrogeant, suivant la proposition du député Dickmann, l’article huitième, qui autorisait les prêtres de tous cultes à dispenser des cours de religion dans les écoles publiques en dehors de l’horaire. La même année, il proposa d’établir dans l'enseignement un tableau d’avancement par lequel les enseignants non diplômés ayant moins de trois années d’ancienneté seraient mis à pied et que les titres délivrés par les écoles normales publiques se verraient assigner une valeur supérieure aux titres émis par les instituts privés. Ghioldi revint à la charge avec ce même projet en 1937 et en 1941, mais en vain. Imputant le « détraquement » de l’enseignement moyen à la prospérité commerciale des instituts agréés privés jouissant du privilège de pouvoir exempter d’examen leurs élèves en vertu de plusieurs décrets promulgués, et estimant que l’enseignement normal devait être une fonction exclusive de l’État, il présenta un projet de loi sur l’enseignement moyen portant annulation des agréments accordés aux écoles normales privées et reconnaissant en contrepartie les collèges nationaux et commerciaux privés, pour autant du moins qu’ils ne soient pas confessionnels.
En novembre 1935, Ghioldi prononça une conférence intitulée En defensa de la escuela laica (En défense de l’école laïque), publiée ultérieurement sous forme imprimée. Il y fustigea l’« audacieux plan d’infiltration cléricale » mis en chantier depuis plusieurs années en Argentine et dénonça une « insidieuse campagne de l’Église catholique contre l’école laïque »,. Combattant l’école démocratique, l’Église aurait subrepticement assuré sa mainmise sur l’enseignement primaire et secondaire.
En 1937, Ghioldi critiqua vivement les nouveaux programmes des écoles de Buenos Aires approuvés par le Conseil municipal sous la présidence de l’ingénieur Octavio Pico. Selon Ghioldi, Pico s’était braqué sur l’aspect religieux et avait délaissé l’éducation sexuelle, l’enseignement du pacifisme, l’évolution des espèces et la puériculture, ce qui dénotait un esprit « contre-réformiste » et réactionnaire et constituait une atteinte à la laïcité scolaire et à la liberté de conscience tant des enseignants, qu’on obligeait ainsi à croire au Dieu catholique romain et à donner des cours de catéchisme, que des élèves et de leurs parents.
Jorge de la Torre, titulaire du portefeuille de l’Instruction publique de 1936 à 1938, octroya l’agrément à un nombre inusité d’écoles normales privées, quasi toutes catholiques, à la suite de quoi elles dépassaient pour la première en nombre les écoles normales officielles,. Tout au long du mandat de De la Torre, Ghioldi tenta de faire déclarer illégale cette expansion, mais sans y parvenir.
Au début de la décennie 1940, Ghioldi présenta un projet tendant à unifier autour de la loi 1420 l’enseignement primaire sur l’ensemble du territoire national et à instituer une école publique commune gratuite, obligatoire (à partir de six ans), laïque, démocratique et libérale, et offrant partout les mêmes contenus. Il proposait que les écoles nationales situées dans les provinces et leur personnel enseignant soient placés sous la tutelle des autorités provinciales respectives et que soit instauré un régime salarial unique pour la république tout entière, et marqua le souhait que les écoles normales provinciales et municipales soient nationalisées.

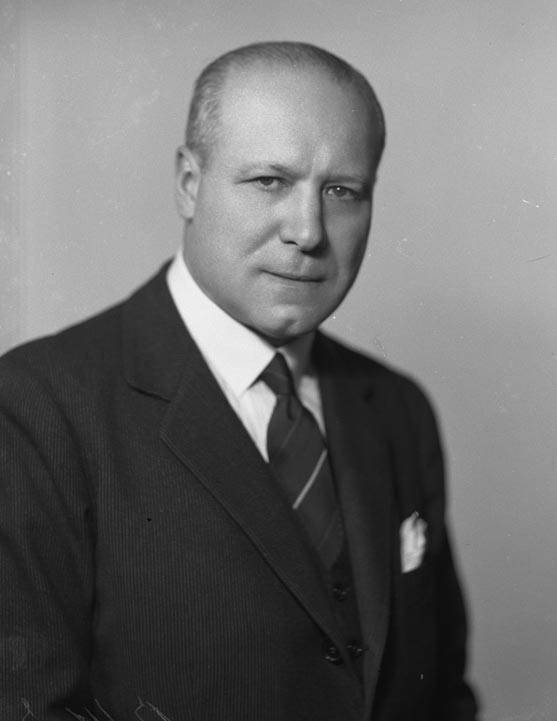
Atilio Dell'Oro Maini, nommé ministre de l’Éducation nationale au lendemain du coup d’État de septembre 1955. Ghioldi, promoteur de l’instruction laïque, le critiqua pour avoir favorisé par des mesures législatives l’expansion du réseau d’enseignement privé et confessionnel.

En décembre 1943, le gouvernement issu du coup d’État de juin, et en particulier Gustavo Martínez Zuviría, le ministre titulaire, imposa par voie de décret la religion catholique dans toutes les écoles d’Argentine,. De 1944 à 1962, intervalle de temps où Ghioldi n’exerçait plus de mandat électif national, un éventail de normes fut adopté visant à consolider l’enseignement privé. Après son arrivée au pouvoir en 1946, Juan Perón ratifia l’enseignement religieux dans les écoles publiques, et sous sa présidence fut promulguée en 1947 une loi fixant le statut de l’enseignant privé, en vertu duquel était institué le Conseil syndical de l’enseignement privé, chargé de veiller sur les droits sociaux des enseignants. Le PS manifesta son opposition à cette nouvelle régulation des subventions d’État.
Au lendemain du coup d’État de 1955, dit Révolution libératrice, l’Église, mettant à profit le mandat de ministre de l’Éducation nationale du catholique Atilio Dell’Oro Maini, obtint de pouvoir nommer ses propres fonctionnaires dans le domaine éducatif et fit pression pour faire passer une législation propice à l’expansion du régime d’enseignement privé et confessionnel. L’acte le plus marquant de Dell’Oro est un décret de 1955, qui en son article 28 autorisait la création d’universités privées habilitées à décerner des titres homologués,.
Le ministre de l’Éducation nationale en exercice sous le gouvernement Frondizi (1958-1962) était le catholique Luis Rafael Mac Kay, qui sanctionna au rang de loi l’article permettant la création d’universités privées et institua en 1960 le Service national de l’enseignement privé (SNEP), organisme chargé de la supervision et de la direction du secteur éducatif privé et ayant autorité sur l’ensemble des établissements d’enseignement moyen et supérieur. La création du SNEP passait chez les catholiques pour l’une des mesures les plus importantes de l’histoire argentine, venant couronner l’envolée de l’enseignement privé depuis 1950 et surtout depuis 1956,. Par un décret de 1960, les élèves du privé étaient définitivement exemptés de passer des examens devant un jury désigné par les autorités publiques, mettant un terme, aux dires des militants catholiques, au régime des agréments prévu par la loi 934 de 1878. Dans une tentative de faire barrage à cet essor du secteur privé, Ghioldi, qui estimait que Sarmiento était alors attaqué par des groupes catholiques « totalitaires », cofonda en 1959 la Confédération argentine des enseignants et professeurs (Confederación Argentina de Maestros y Profesores, sigle CAMYP). Il adhéra par ailleurs au mouvement Congrès pour la liberté de la culture (aux côtés d’autres figures importantes de l’enseignement, telles que le pédagogue américain John Dewey, Raymond Aron, Jacques Maritain, etc.),, dont il créa l’antenne argentine, en compagnie d’un fort nombre d’autres socialistes, dont Alfredo Palacios (président d’honneur), José L. Romero, Carlos Sánchez Viamonte, Alexis Latendorf, et d’autres.
Sous le gouvernement Arturo Illia (1963-1966), la CAMYP remit au président un mémoire dans lequel ses membres énuméraient les mesures que les nouveaux gouvernants devraient prendre en matière d’instruction publique, dont en particulier : une augmentation graduelle et proportionnée du budget de l’enseignement ; combattre l’analphabétisme en créant 10 000 écoles dans un délai de six ans et des jardins d’enfants rendus progressivement obligatoires sur tout le territoire national ; hausse du nombre d’écoles offrant des cours en dehors des horaires avec cantine gratuite ; et extension de la scolarité obligatoire de sept à dix ans. Il était également demandé de cesser de financer les écoles privées là où existaient des établissements d’enseignement officiels, de ne pas augmenter le montant des subventions de l’État au réseau privé, d’amender la législation éducative quand elle portait atteinte aux intérêts de l’État, et de fermer les écoles normales privées, compte tenu que les enseignants, au même titre que les officiers de l’armée, ne devaient recevoir leur formation que dans les seuls établissements de l’État.
La même année, Ghioldi déposa un projet de résolution tendant à ce que le pouvoir exécutif ordonne une enquête immédiate sur les manuels scolaires utilisés dans les établissements publics et privés, afin de faire interdire, s’il y a lieu, en vertu du décret de 1955 instituant la matière Éducation démocratique dans les programmes scolaires, ceux des manuels qui par leur dogmatisme, leur partialité et leur incorrection sont préjudiciables à l’unité intellectuelle du peuple, aux institutions démocratiques, à la doctrine de la liberté et à la tradition telle qu’incarnée dans des figures exemplaires. Plus particulièrement, Ghioldi passa en revue les différents manuels d’éducation démocratique rédigés par le professeur Blas Barisani, où Ghioldi avait relevé que la Déclaration universelle des droits de l'homme des Nations unies y était présentée comme un document totalement athée attribuable au libéralisme international et ne reconnaissant pas l’existence de Dieu, et que le même raisonnement était appliqué à la Révolution française, à la Magna Carta et à la révolution américaine de 1776 ; pour Barisani, notait Ghioldi, la démocratie et le parlement ne servaient à rien, et on déconseillait aux élèves de voter pour les partis socialiste argentin, socialiste démocratique, démocrate progressiste, communiste, Concentration ouvrière et UCR du peuple. Dans la même allocution, Ghioldi dénonça aussi les manuels d’éducation démocratique de Germán Bidart Campos, professeur à l’université de Buenos Aires et à l’université catholique argentine, manuels où il encense l’Espagne colonialiste, attaque systématiquement la Révolution française, laquelle aurait donné lieu selon Bidart Campos à une explosion de libéralisme anarchique et introduit une fausse déification de l’homme, et rejetait la souveraineté populaire, attendu que la représentation du peuple serait chose impossible. Nonobstant ces divulgations, le secteur privé ne cessa par la suite d’accomplir des avancées législatives, notamment par une extension des attributions de la SNEP en matière d’agrément, d’inscription des élèves, de qualifications, de passation d’examens, et de l’émission de certificats et de diplômes. En signe de rejet de ces nouveaux décrets, Ghioldi, et avec lui d’autres membres, démissionna en 1964 de la Commission de l’éducation de la Chambre des députés.

## Publications d’Américo Ghioldi
Dès la décennie 1920, mais davantage encore dans la décennie suivante, Ghioldi fut l’auteur de nombreux courts ouvrages sur l’enseignement d’une part et la politique d’autre part. L’interaction entre ces deux domaines figure comme la clef de la pensée de Ghioldi, laquelle allait se cristalliser dans la deuxième moitié des années 1930 dans des ouvrages théoriques sur les problèmes du socialisme en Argentine. Son œuvre écrite n’est plus guère évoquée autrement qu’à titre d’exemple outré de rhétorique politique anti-péroniste.
- Nacionalismo en la Enseñanza, Buenos Aires, Centro de Profesores en Ciencias y Letras, 1924, 40 p.
- La moral de la Constitución
- Juan B. Justo y la crítica social
- Juan B. Justo. Sus ideas históricas, sus ideas socialistas, sus ideas filosóficas, Buenos Aires, La Vanguardia, 1933, 114 p.
- Jornadas laicas, Buenos Aires, Memorias (?), 1934, 143 p.
- Formación de la escuela argentina: educación popular, Buenos Aires, Sociedad Luz (Universidad Popular) / Federación Gráfica Bonaerense, 1934, 94 p.
- En defensa de la escuela laica, Buenos Aires, Ateneo Liberal Joaquín V. González, coll. « Folletos de divulgación cultural », 1935, 25 p. (lire en ligne).
- Crítica a los nuevos programas de escuela primaria, Buenos Aires, La Vanguardia, coll. « Política Ciencias Sociales », 1936, 134 p.
- Por la educación científica y antidogmática, Buenos Aires, Federación Gráfica Bonaerense, 1936, 75 p.
- Sobre la idea del trabajo (1937).
- Síntesis de la posición política del socialismo democrático, Buenos Aires, La Vanguardia, coll. « El pequeño libro socialista », 1939.
- Por la educación común, nacional e individual. Federalización de la instrucción primaria, Buenos Aires, Imprenta del Congreso, 1941.
- Política y pedagogía de la juventud, Buenos Aires, La Vanguardia, 1941, 85 p.
- Oportunidad de formación profesional para los jóvenes (1942).
- Sarmiento, fundador de la escuela popular, Buenos Aires, Asociación Liberal Adelante, 1944, 71 p.
- Bases de la pedagogía constitucional, Buenos Aires, Talleres La Vanguardia, 1944, 181 p.
- Palabras a la Nación: a través de los editoriales de La Vanguardia, Buenos Aires, Talleres La Vanguardia, 1945, 491 p. (recueil de ses éditoriaux dans La Vanguardia)[136].
- El socialismo en la evolución nacional, Buenos Aires, La Vanguardia, 1946, 82 p.
- Alpargatas y libros en la historia argentina, Buenos Aires, La Vanguardia, 1946, 164 p. (transcription d’une des conférences prononcées fin 1945 pour la Liga de Educación Política présidée par Alicia Moreau de Justo).
- Dos fechas: 4 de junio y 24 de febrero, Buenos Aires, Editorial La Vanguardia, 1946 (recueil d’articles).
- La situación económica, Buenos Aires, La Vanguardia, 1948.
- Marxismo, socialismo, izquierdismo, comunismo y la realidad argentina de hoy, Buenos Aires, Ediciones Populares Argentinas, 1950, 191 p.
- Historia crítica de la Revolución del 43, Buenos Aires, éditeur non mentionné, 1950, 644 p..
- Actualidad de Juan B. Justo: sus ideas históricas, sus ideas socialistas, sus ideas filosóficas, Buenos Aires, Chiesino, 1950, 164 p.
- Conciencia obrera y fracaso peronista, Buenos Aires, Parlamento Libre, 1951, 77 p.
- El mito de Eva Duarte, Montevideo, (éditeur inconnu ; prob. à compte d’auteur), 1952, 78 p.
- La Argentina tiene miedo, Montevideo, La Vanguardia, 1954, 135 p.
- Cayó la dictadura ¿ahora qué? De la tiranía a la democracia social, Buenos Aires, Gure, coll. « Testimonios políticos », 1956, 170 p.
- Más allá de la révolution. Polémica radical-socialista sobre representación proporcional. La reforma constitucional, Buenos Aires, Ediciones La Izquierda, 1957, 199 p.
- Sarmiento en las crisis argentinas, Buenos Aires, El Ateneo, 1958, 152 p.
- Libertad de enseñanza, Buenos Aires, Universidad de Buenos Aires, coll. « Biblioteca de educación », 1961, 334 p.
- Sarmiento y la política de la educación, Buenos Aires, Universidad de Buenos Aires, 1963, 32 p. (tiré à part d’un chapitre de Sarmiento, educador, sociólogo, escritor, político, ouvrage collectif sous la direction de José Maria Monner, Buenos Aires, Universidad de Buenos Aires, Facultad de Filosofía y Letras, 1963, 231 p., p. 93-122).
- Cambios de estructura e inteligencia argentina, Buenos Aires, (éditeur non indiqué), 1965, 30 p.
- Ejército y política: el golpe del 28 de junio de 1966, Buenos Aires, (éditeur non indiqué), 1967, 178 p.
- Desarrollo económico y política institucional, Buenos Aires, La Vanguardia, 1970.

Par ailleurs, Ghioldi est l’auteur de nombreuses contributions à plusieurs journaux et revues argentines et à des revues étrangères.